# Sandro Botticelli
Alessandro di Mariano di Vanni Filipepi, dit Sandro Botticelli, est un peintre toscan, né à Florence le 1er mars 1445, et mort le 17 mai 1510 dans la même ville. Botticelli est l'un des peintres les plus importants de la Renaissance italienne et de l'histoire de l'art.

## Biographie

### Origines et famille
Alessandro di Mariano di Vanni Filipepi, surnommé Sandro Botticelli, naît en 1445 dans la Via Nuova (aujourd'hui Via del Porcelain), dans le quartier des Ognissanti, à Florence, en Toscane. Il grandit dans une famille modeste. Son père Mariano Filipepi est tanneur, son atelier est situé dans le quartier voisin de Santo Spirito. Autour de Santa Maria Novella (où se trouve la Via del Porcelain), de nombreux habitants se consacrent à cette activité, favorisée par la proximité des eaux de l'Arno et du Mugnone. Sa mère est Smeralda Filipepi ; il est le plus jeune de quatre frères (Giovanni, Antonio et Simone).
Les premiers documents sur l'artiste sont constitués par les déclarations cadastrales (dites « portées au cadastre »), les déclarations fiscales dans lesquelles les chefs de famille doivent communiquer leur bilan, énumérant leurs avoirs, revenus et dépenses, endroits où ils ont été engagés au cours de l’année. Dans celle de Mariano Filipepi de 1458, on trouve cités ses quatre fils Giovanni, Antonio, Simone et Sandro : ce dernier, âgé de treize ans, est défini comme « malsain », avec la spécification qu'« il lit », d'où certains historiens ont déduit une enfance maladive qui aurait conduit à un caractère introverti, qui se reflèterait dans certaines de ses œuvres au ton mélancolique et préoccupé.
Son frère Antonio étant orfèvre de profession (battiloro ou « battigello »), il est très probable que le jeune Sandro ait reçu une éducation précoce dans son atelier dont il a tiré son surnom, tandis que l'hypothèse de son apprentissage chez un ami de son père, un certain maître Botticello, comme le rapporte Vasari dans Les Vies, est peu probable : aucune preuve documentaire ne confirme l'existence de cet artisan actif dans la ville à cette période.
Le surnom, en revanche, semble avoir été initialement attribué à son frère Giovanni, qui de profession est sensale del Monte (agent public) et qui dans le cadastre de 1458 est désigné sous le nom de Botticello, qui est étendu à tous les membres masculins de la famille et donc, adopté également par le peintre.

### Formation

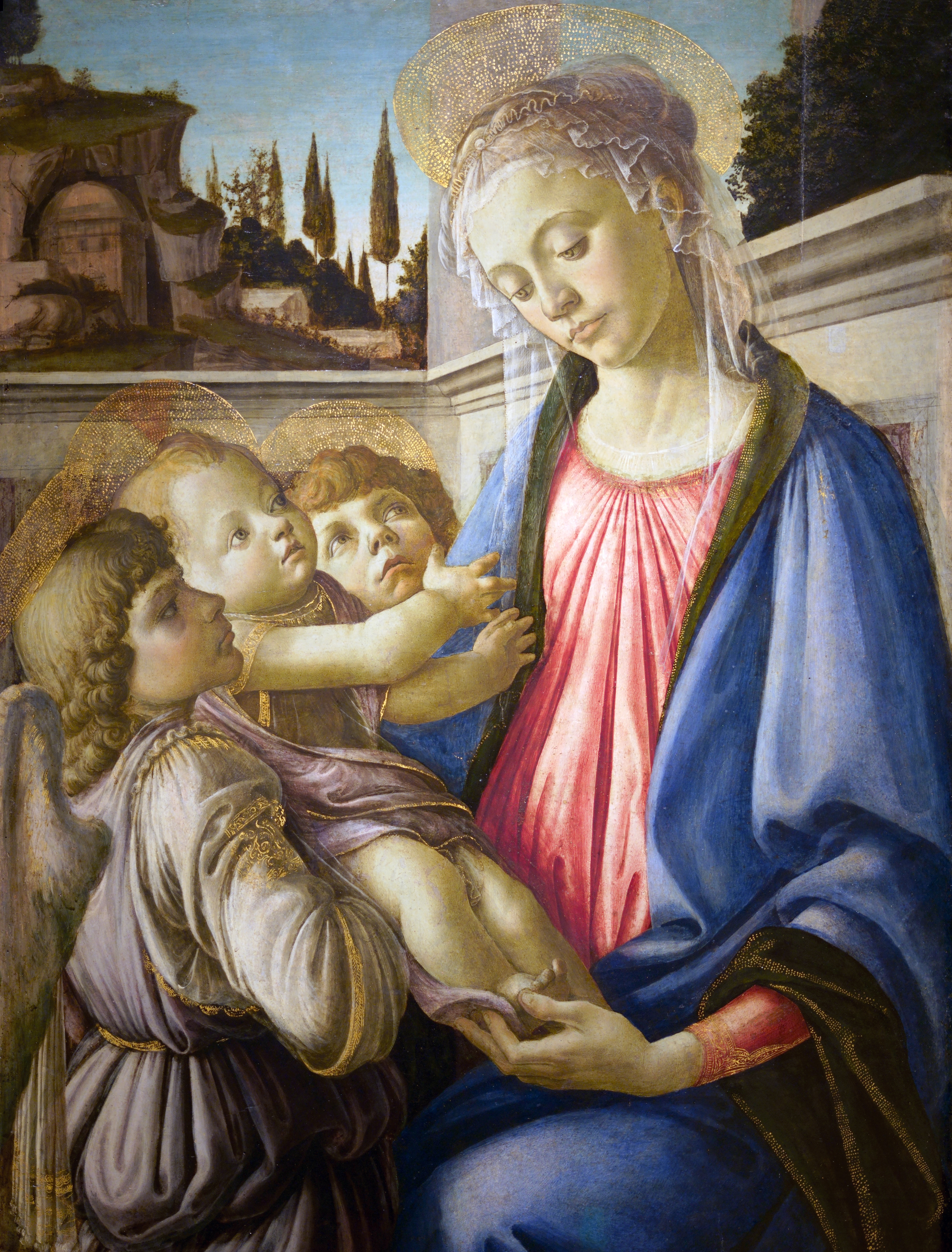
Sandro Botticelli, Vierge à l'Enfant avec deux anges, Capodimonte, Naples.

Son véritable apprentissage a lieu de 1464 à 1467 dans l'atelier de Filippo Lippi, avec qui il travaille à Prato sur les dernières fresques des Vies de saint Étienne et de saint Jean-Baptiste, dans le chœur de la cathédrale, avec de nombreux autres apprentis.
Toute une série de madones remontent à cette période, révélant l'influence directe du maître sur le jeune élève, parfois fidèlement dérivées de La Lippina des Offices (1465). La toute première œuvre attribuée à Botticelli est la Vierge à l'Enfant avec un ange (vers 1465) visible au Spedale degli Innocenti, dans laquelle les similitudes avec le tableau contemporain de Lippi sont très fortes, au point de suggérer une copie ou un hommage ; il en va de même pour la Vierge à l'Enfant avec deux anges (vers 1465) aujourd'hui à Washington, ayant pour seule variante l'ange ajouté derrière l'Enfant, et pour la Vierge à l'Enfant soutenu par un ange sous une guirlande au musée Fesch d'Ajaccio.
Cependant, les influences d'Antonio Pollaiuolo et d'Andrea del Verrocchio, dont il fréquente l'atelier après le départ de Filippo Lippi pour Spolète, sont également décisives dans le processus de maturation progressive de son langage pictural.
L'influence de Verrocchio apparaît en effet clairement dans un deuxième groupe de madones réalisées entre 1468 et 1469, comme la Vierge à la roseraie, la Vierge et l'Enfant dans une gloire de séraphins, toutes deux aux Offices, et la Vierge à l'Enfant avec deux anges (vers 1468) au Musée de Capodimonte à Naples, où les personnages sont disposés en perspective devant la limite avant du tableau, conçue comme une « fenêtre », tandis que l'architecture en arrière-plan définit le volume de l'espace idéal dans lequel la scène est insérée ; la composition se développe donc par plans scalaires, à mi-chemin entre l'espace théorique rendu par le plan de perspective et le réel constitué par les personnages au premier plan.
La linéarité accentuée, qui peut être interprétée comme une expression du mouvement, est également évidente, tout comme les réflexions sur la conception mathématique de la peinture, d'une grande pertinence à l'époque avec les études de Piero della Francesca ; la même solution est proposée dans d'autres œuvres de la même période, avec seulement la variation des termes architecturaux et naturalistes.
Simultanément, son apprentissage de l’orfèvrerie, de la gravure et de la ciselure influence la ligne de son dessin. Botticelli travaille beaucoup avec les artisans et notamment avec son frère Antonio, orfèvre avec qui il partage son atelier.

### Débuts

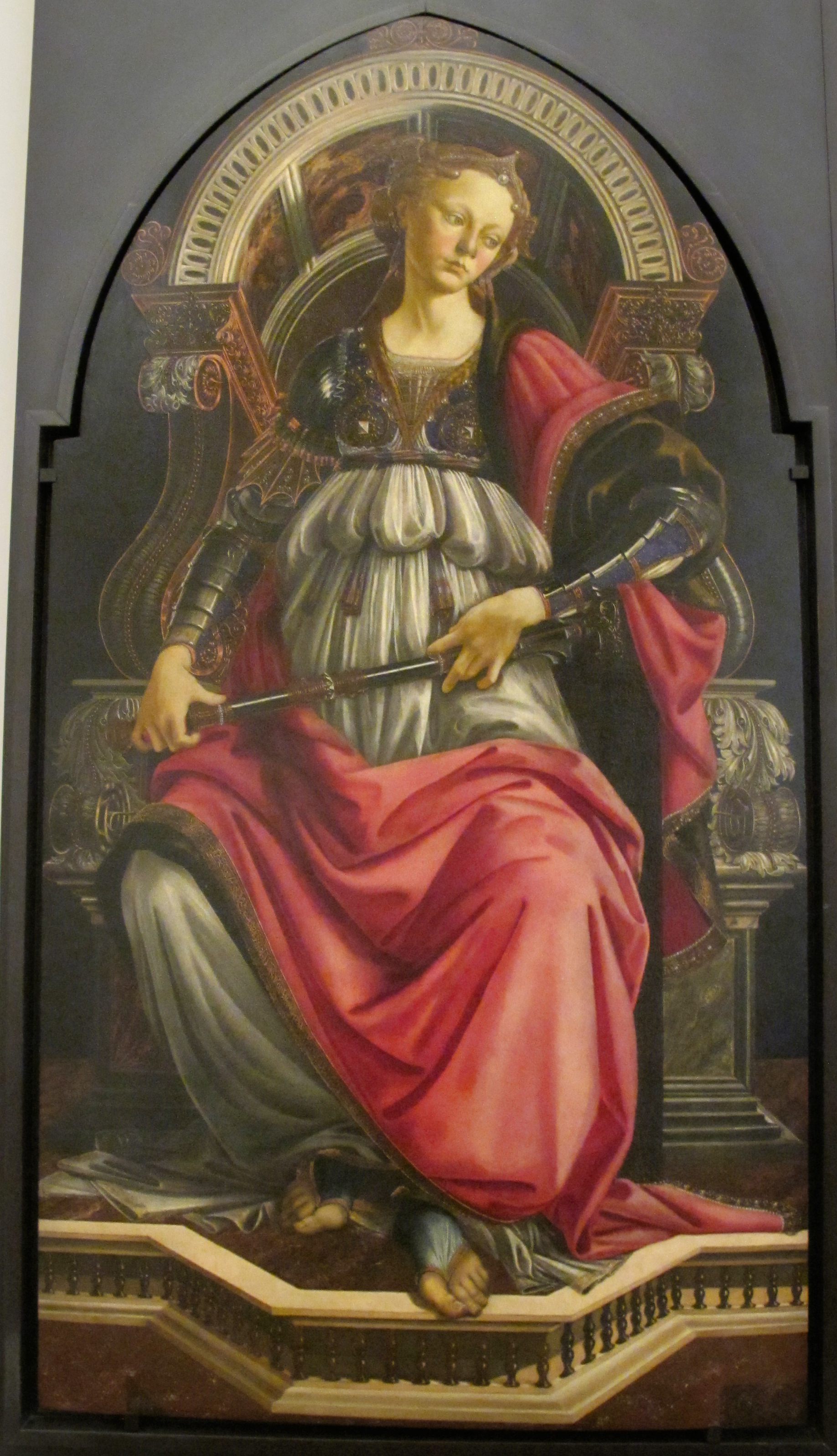
Botticelli, La Force.

Botticelli travaille déjà seul en 1469, comme en témoigne le relevé du cadastre de l'année, dans lequel il est signalé comme travaillant à titre individuel. Le 9 octobre 1469, Filipo Lippi meurt à Spolète et en 1470, Sandro crée son propre atelier.
Du 18 juin au 18 août 1470, il travaille sur sa première commande publique, d'un prestige et d'une résonance considérables, une allégorie pour le Tribunal de Commerce de Florence, représentant la Force. Le panneau doit être inséré dans un cycle commandé à Piero Pollaiuolo des sept vertus chrétiennes, ce dernier en exécutant six. Botticelli accepte les lignes générales du schéma présenté par Pollaiolo, mais interprète l'image d'une manière complètement différente : à la place du siège de marbre austère proposé par Piero, il peint un trône richement décoré aux formes fantastiques qui constituent une référence précise aux qualités morales inhérentes à l'exercice du pouvoir judiciaire, soit en réalité, une allusion symbolique au « trésor » qui accompagne la possession de cette vertu. L'architecture vivante et réelle rejoint la figure d'une femme assise dessus, solide, plastique, mais surtout d'une extrême beauté ; c'est précisément la recherche continue de la beauté absolue, au-delà du temps et de l'espace, qui a conduit par la suite Botticelli à se détacher progressivement des modèles initiaux et à développer un style sensiblement différent de celui de ses contemporains, ce qui fait de lui un cas pratiquement unique dans le panorama artistique Florentin de l'époque. Cette commande signe toutefois la reconnaissance sociale d'un peintre jusqu'alors plutôt spécialisé en Madones à l'Enfant.
Botticelli choisit d'exalter la grâce, c'est-à-dire l'élégance intellectuelle et la représentation exquise des sentiments. C'est pour cette raison que ses œuvres les plus célèbres se caractérisent par une linéarité marquée et un lyrisme intense, mais surtout par un équilibre idéal entre naturalisme et artificialité des formes.
Avant de produire ces authentiques chefs-d'œuvre de l'histoire de l'art, il peut cependant élargir son expérience avec d'autres peintures qui constituent le passage intermédiaire nécessaire entre les œuvres de ses débuts et celles de sa maturité.

### Œuvres du début des années soixante-dix

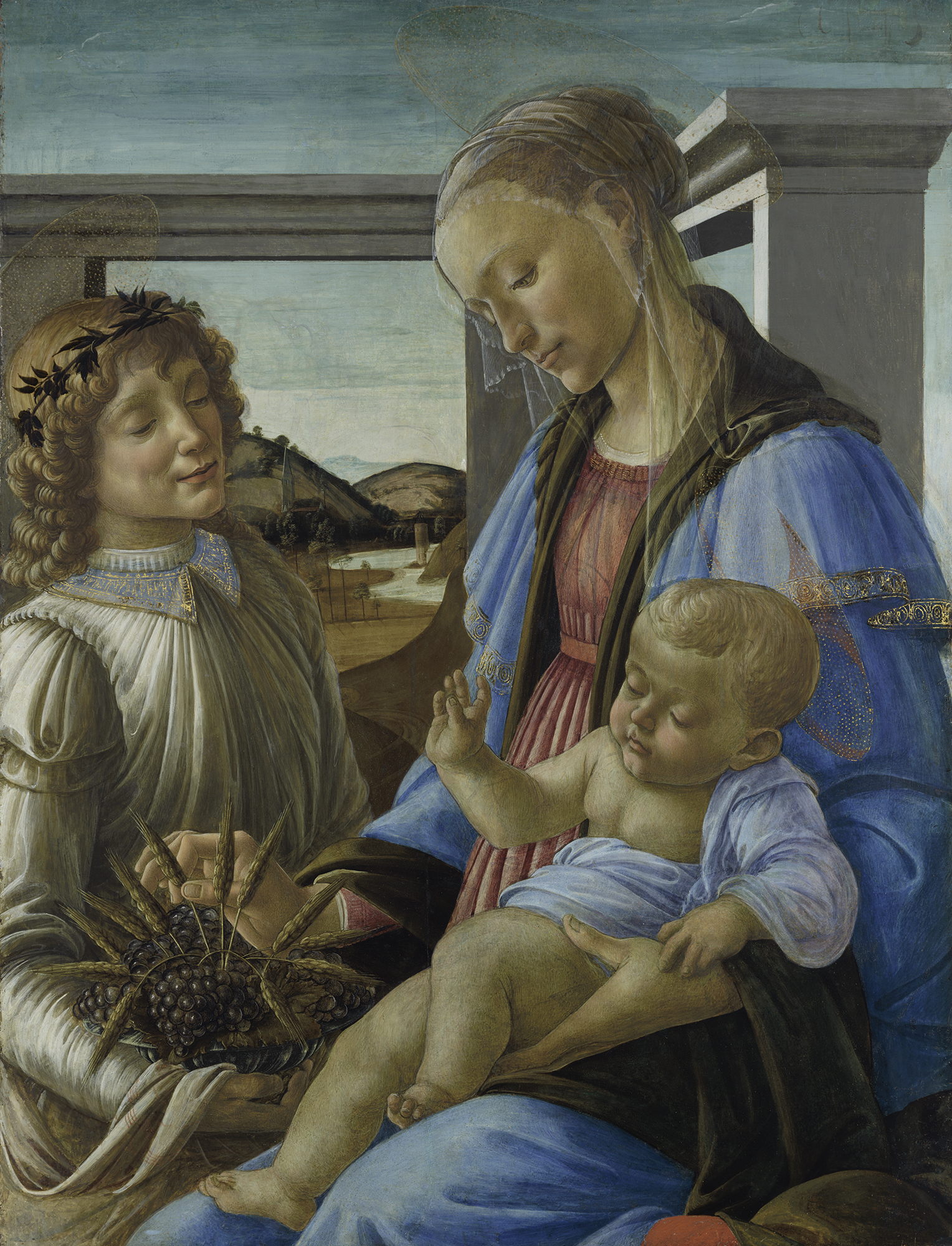
Botticelli, vers 1470/1474, Madone de l'Eucharistie, musée Isabella-Stewart-Gardner.

La Madone de l'Eucharistie est particulièrement intéressante parce qu'elle manifeste l'éclosion du style Botticelli. Datée du début des années 1470, cette œuvre se situe encore dans l'esprit des productions « commerciales » de l'atelier Lippi ; s'y révèle déjà un style plus personnel.

L'évolution la plus frappante réside dans la mise en valeur de la beauté des personnages. Leurs visages se détachent comme des portraits : l'ange vêtu comme un jeune prince est sans doute un autoportrait ; le modèle de la Vierge est Simonetta Vespucci. Considérée comme la plus belle femme du monde, adulée par les Médicis, elle incarnait l'idéal féminin pour les artistes de la cour. Elle mourut en 1476, à l'âge de 23 ans. Botticelli en fut l'amoureux platonique, au point qu'il inscrivit dans son testament sa volonté d'être « enterré à ses pieds ». Lorsqu'il mourut — trente-quatre ans après la belle —, sa volonté fut scrupuleusement respectée. On peut encore aujourd'hui visiter leurs tombes dans l'église franciscaine di Ognissanti, à Florence.

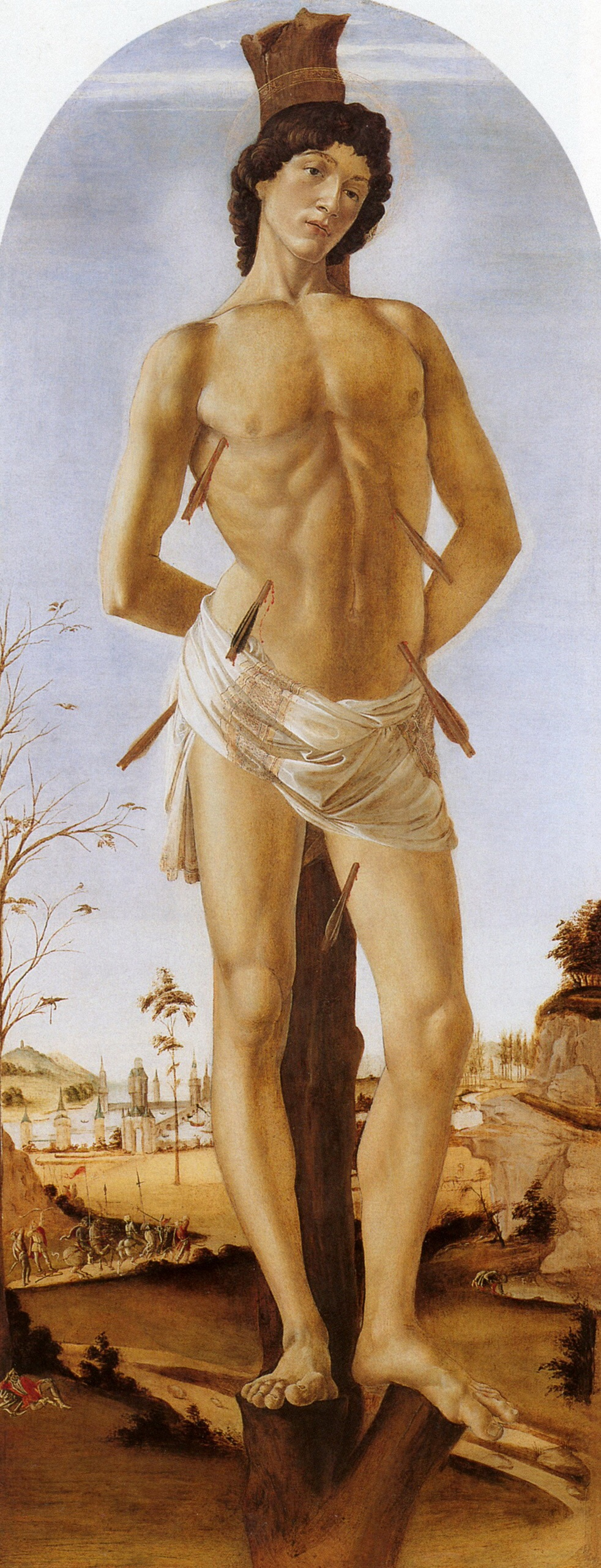
Sandro Botticelli, Saint Sébastien.

En 1472, Botticelli rejoint la Compagnia di San Luca, la confrérie des artistes de Florence, et pousse son ami Filippino Lippi âgé de quinze ans, fils de son maître Filippo, à faire de même. Ce dernier, ainsi qu'un ami cher, devient bientôt son premier collaborateur.
Botticelli fréquente le cercle de la famille Médicis, notamment les humanistes comme Ange Politien ou Pic de la Mirandole, ce qui lui offre protection et garantie de nombreuses commandes, comme L'Adoration des mages (celle de 1475), peinte pour la chapelle funéraire de Gaspare Zanobi del Lama à Santa Maria Novella, une œuvre importante dans laquelle il peint un cortège dans lequel il représente les membres de la famille Médicis. Pour le tournoi de 1475, il peint l'étendard de Julien de Médicis, œuvre aujourd'hui perdue, preuve, en apportant sa participation à une grande cérémonie, qu'il commence à être introduit socialement.
Le Saint Sébastien, destiné à Santa Maria Maggiore, appartient à cette première période, travail dans lequel Botticelli montre son approche de la philosophie de l'académie néoplatonicienne, qu'il doit déjà avoir abordée à l'époque de la Force. Dans les cercles culturels cultivés proches de la famille Médicis, animés par Marsile Ficin et Ange Politien, la réalité est vue comme la combinaison de deux grands principes, le divin d'un côté et la matière inerte de l'autre ; l'homme occupe ainsi une place privilégiée dans le monde car, par la raison, il peut accéder à la contemplation du divin, mais il peut aussi se replier aux niveaux les plus bas de sa condition s'il n'est guidé que par la matérialité de ses propres instincts. Dans cette œuvre, Botticelli, en plus d'exalter la beauté corporelle, veut à la fois détacher la figure suspendue dans les airs du saint de la mondanité, la mettre en valeur avec cette lumière sur les côtés qui le rapproche du ciel et de la transcendance, et mettre en évidence, comme Piero Pollaiolo le fait plus explicitement dans une peinture analogue, la mélancolie qui se dégage de l'offense que le monde, impénétrable à ces idéaux, a commis contre saint Sébastien. Il réussit ainsi à rendre visible cette beauté que ses amis philosophes néoplatoniciens, dont il accueille pleinement les idées, théorisent, en y rajoutant son interprétation personnelle du caractère mélancolique et contemplatif, qui le distingue des autres artistes de son temps.
Il compose en 1472 le diptyque des Épisodes de la vie de Judith, avec La Découverte du cadavre d'Holopherne et Le Retour de Judith à Béthulie. Les deux panneaux, peut-être réunis à l'origine, fournissent une preuve supplémentaire de la leçon assimilée de ses maîtres. En effet, dans le premier, avec la Découverte du cadavre d'Holopherne, la référence au style de Pollaiolo est encore forte, avec le modelage incisif des personnages, le chromatisme brillant et l'expressionnisme marqué de la scène. Tout le drame et la violence qui caractérisent ce premier épisode disparaissent totalement dans le second panneau, avec une atmosphère presque idyllique plus adaptée au langage et à la sensibilité de Fra Filippo ; le Retour de Judith à Béthulie est inséré dans un paysage délicat, dans lequel les deux femmes évoluent d'un pas presque incertain. Cependant, ce n'est pas la énième citation du maître : la draperie vibrante des robes suggère un sentiment d'agitation étranger à Filippo, tout comme l'expression mélancolique sur le visage de Judith.
Le format du tableau avec l'Adoration des Mages; exécuté entre 1473 et 1474 et conservé à la National Gallery de Londres, est un dérivé du desco da parto traditionnel, exemple d'anamorphose (ou anamorphose), qu'il faut le mettre en position horizontale pour pouvoir le regarder. Il constitue l'une des premières expériences visant à déformer la perspective telle qu'elle s'est configurée au XVe siècle.
De cette même période (1474-1475), date une œuvre composée avec les mêmes principes qui révèle également l'influence flamande : le Portrait d'un jeune homme portant le sceau de Cosme l'Ancien. Le célèbre Portrait de Julien de Médicis est légèrement postérieur et date de 1478..
Dans les années soixante-dix, le style de Botticelli apparaît désormais pleinement campé. Ses œuvres ultérieures s'enrichiront ensuite de thèmes humanistes et philosophiques dans les grandes commandes qui lui seront confiées par des membres importants de la famille Médicis, ouvrant sa période de grands chefs-d'œuvre .

### Influence néoplatonicienne

Sandro Botticelli, Vénus et les trois Grâces offrant des cadeaux à une jeune fille, 1483-1485 ca., villa Lemmi, Florence.

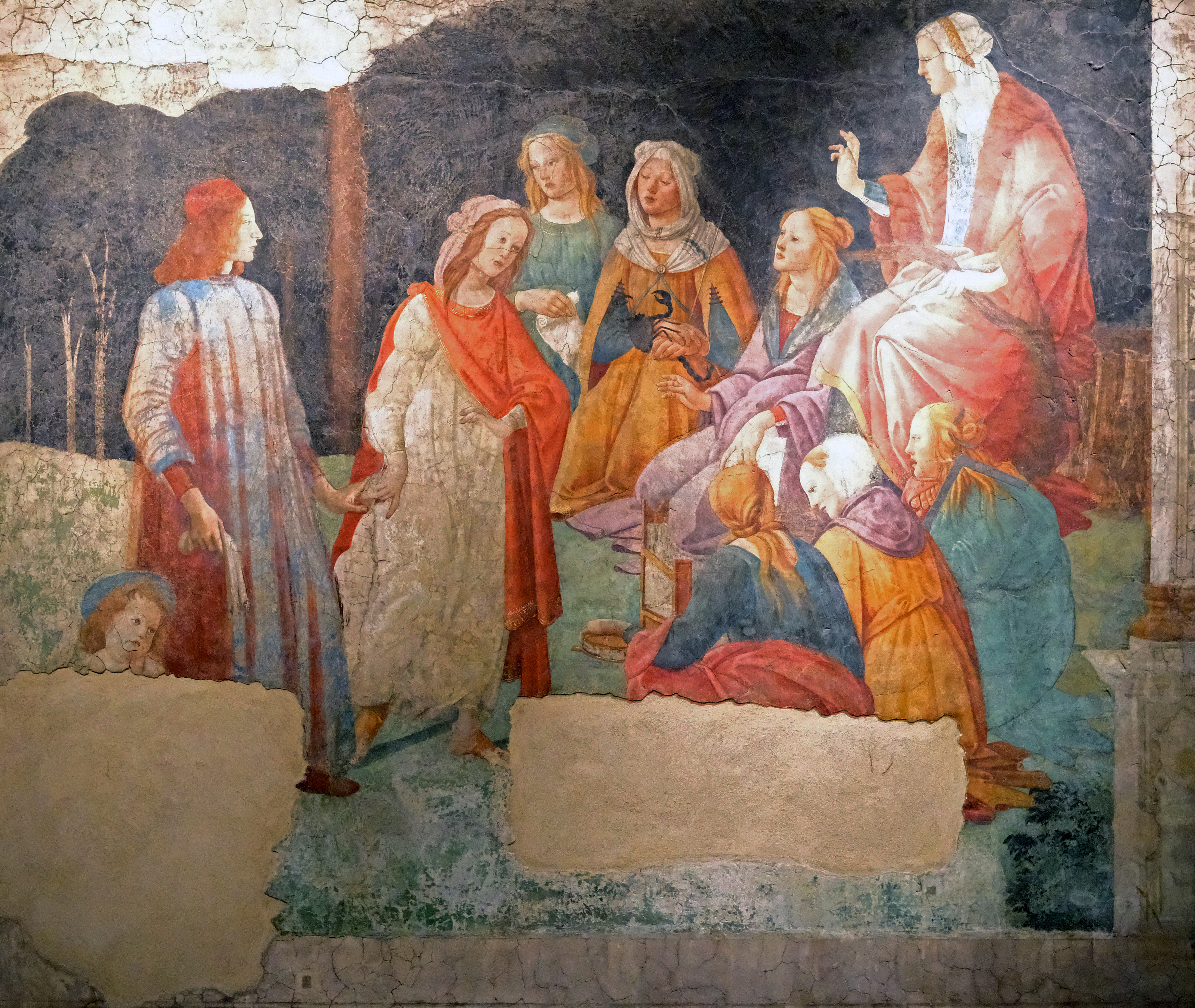
Fresque de Botticelli : un jeune homme présenté par Vénus (?) aux sept arts libéraux (Louvre RF 322).

Les néo-platoniciens offrent la revalorisation la plus convaincante connue de la culture antique depuis la période de l'antiquité, réussissant à combler le fossé qui s'était formé entre les premiers partisans du mouvement humaniste et la religion chrétienne, qui condamnait l'antiquité comme païenne ; non seulement ils proposent de nouveau avec force les « vertus des anciens comme modèle éthique » de la vie civile, mais ils parviennent à réconcilier les idéaux chrétiens avec ceux de la culture classique, s'inspirant de Platon et des divers courants de la mystique païenne tardive qui témoignaient de la profonde religiosité des communautés préchrétiennes.
L'influence de ces théories sur les arts figuratifs est profonde. Dans le système néoplatonicien, les thèmes de la beauté et de l'amour deviennent centraux parce que l'homme, poussé par l'amour, peut s'élever du royaume inférieur de la matière vers le domaine supérieur de l'esprit. La mythologie est entièrement réhabilitée et on lui attribue le même rang que les thèmes des sujets sacrés ; cela explique aussi la raison pour laquelle les décorations profanes connaissent alors une si large diffusion.
Vénus, la déesse la plus pécheresse de l'Olympe païen, est totalement réinterprétée par les philosophes néoplatoniciens et devient l'un des sujets les plus fréquemment représentés par les artistes selon une double typologie : la Vénus céleste, symbole de l'amour spirituel qui pousse l'homme vers l'ascèse, et la Vénus terrestre, symbole de l'instinct et de la passion qui le font tomber.
La lutte entre un principe supérieur et un principe inférieur (par exemple Mars apprivoisé par Vénus ou les monstres tués par Hercule), est un autre thème souvent représenté selon l'idée d'une tension continue de l'âme humaine, suspendue entre vertus et vices ; l'homme dans la pratique tend vers le bien, mais est incapable d'atteindre la perfection et est souvent menacé par le danger de retomber vers l'irrationalité, dictée par son instinct ; le drame existentiel de l'homme néoplatonicien, conscient de devoir pourchasser toute sa vie une condition qui ne peut être atteinte de manière définitive, découle de cette conscience de ses propres limites.
Botticelli, ami des philosophes néoplatoniciens, a pleinement accepté leurs idées et réussit à rendre visible la beauté qu'ils théorisent, avec son interprétation personnelle au caractère mélancolique et contemplatif, qui souvent ne coïncide pas avec celle proposée par d'autres artistes liés au même environnement culturel.

### Pise
En 1474, Botticelli est appelé à Pise pour peindre un cycle de fresques dans le Camposanto monumentale. Preuve de son habileté, on lui demande un retable avec l'Assomption, mais aucune des deux commandes n'est achevée pour des raisons qui demeurent inconnues.

### Au service des Médicis
Les relations de Botticelli dans le cercle de la famille Médicis lui sont sans doute utiles pour lui garantir une certaine protection et de nombreuses commandes effectuées pendant une vingtaine d'années. En 1475, il peint la bannière de la joute qui se tient sur la Piazza Santa Croce, où il représente Simonetta Vespucci, muse d'une beauté épique que l'artiste représentera tout au long de sa carrière, joute remportée par Julien de Médicis. En 1478, après la conjuration des Pazzi lors de laquelle Julien est tué, Botticelli est invité à représenter le condamné par contumace sur des pancartes accrochées à côté du Palazzo Vecchio, Porta della Dogana, comme Andrea del Castagno l'avait fait des années plus tôt, en 1440, lors du complot des Albizi contre les Médicis, qui avait valu à l'artiste le surnom de « Andrea degli Impiccati ». Sandro embrasse pleinement la cause des Médicis qui le protègent et lui donnent l'opportunité de créer des œuvres de grand prestige.

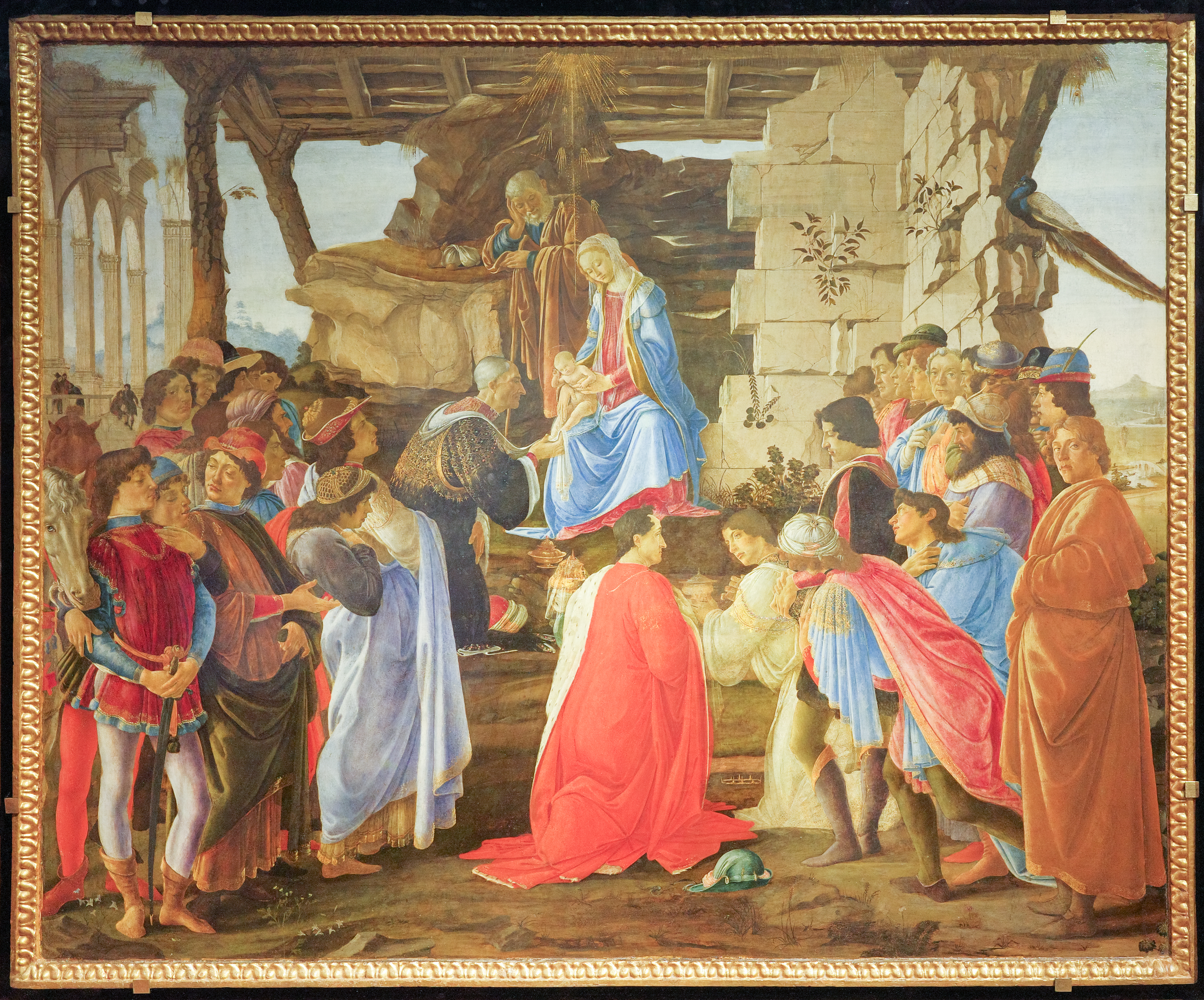
Botticelli, Adoration des mages, Offices.

L'Adoration des mages de 1475, peinte pour la chapelle funéraire de Zanobi del Lama Gaspare à Santa Maria Novella, est particulièrement intéressante : c'est une œuvre très importante car elle introduit une grande nouveauté sur le plan formel, à savoir la vue frontale de la scène, avec les personnages sacrés au centre et les autres disposés en perspective sur les côtés ; avant elle, en effet, il était d'usage de disposer les trois rois et tous les autres membres de la suite sur le côté, à droite ou à gauche, de sorte que les personnages créent une sorte de cortège rappelant la cavalcade annuelle des mages, représentation sacrée perpétuée dans les rues de Florence.
Botticelli insère, à la demande de son client, un courtisan des Médicis, les portraits des membres de la famille, dont ceux de Cosme l'Ancien et de ses fils Pierre et Jean qui sont clairement distingués, tandis que Laurent le Magnifique, Julien de Médicis et d'autres personnages de la cour des Médicis sont représentés parmi les spectateurs disposés sur les côtés, formant deux ailes reliées par les figures des deux mages au premier plan au centre. Mais le motif iconographique le plus innovant est celui de la crèche où se trouve la sainte famille, installée sur un bâtiment délabré, tandis qu'en arrière-plan, on peut voir les arcades d'un autre bâtiment à moitié détruit sur lequel l'herbe a maintenant poussé ; ce thème sera généralisé et sera également repris par Léonard de Vinci pour son Adoration des mages. Il est basé sur un épisode de la Légende dorée, selon laquelle l'empereur Auguste, qui se vantait d'avoir pacifié le monde, rencontra un jour une Sibylle qui prédit l'arrivée d'un nouveau roi qui pourrait le vaincre et avoir un pouvoir bien plus grand que le sien. Les bâtiments en ruine à l'arrière-plan représentent donc symboliquement le monde antique et le paganisme, tandis que le christianisme, représenté par la crèche, est au premier plan car il constitue le présent et l'avenir du monde. La peinture constitue également une justification exceptionnelle, tant en termes philosophiques que religieux, de la principauté des Médicis sur Florence avec la représentation des principaux membres de la famille sous les traits des mages et des spectateurs.

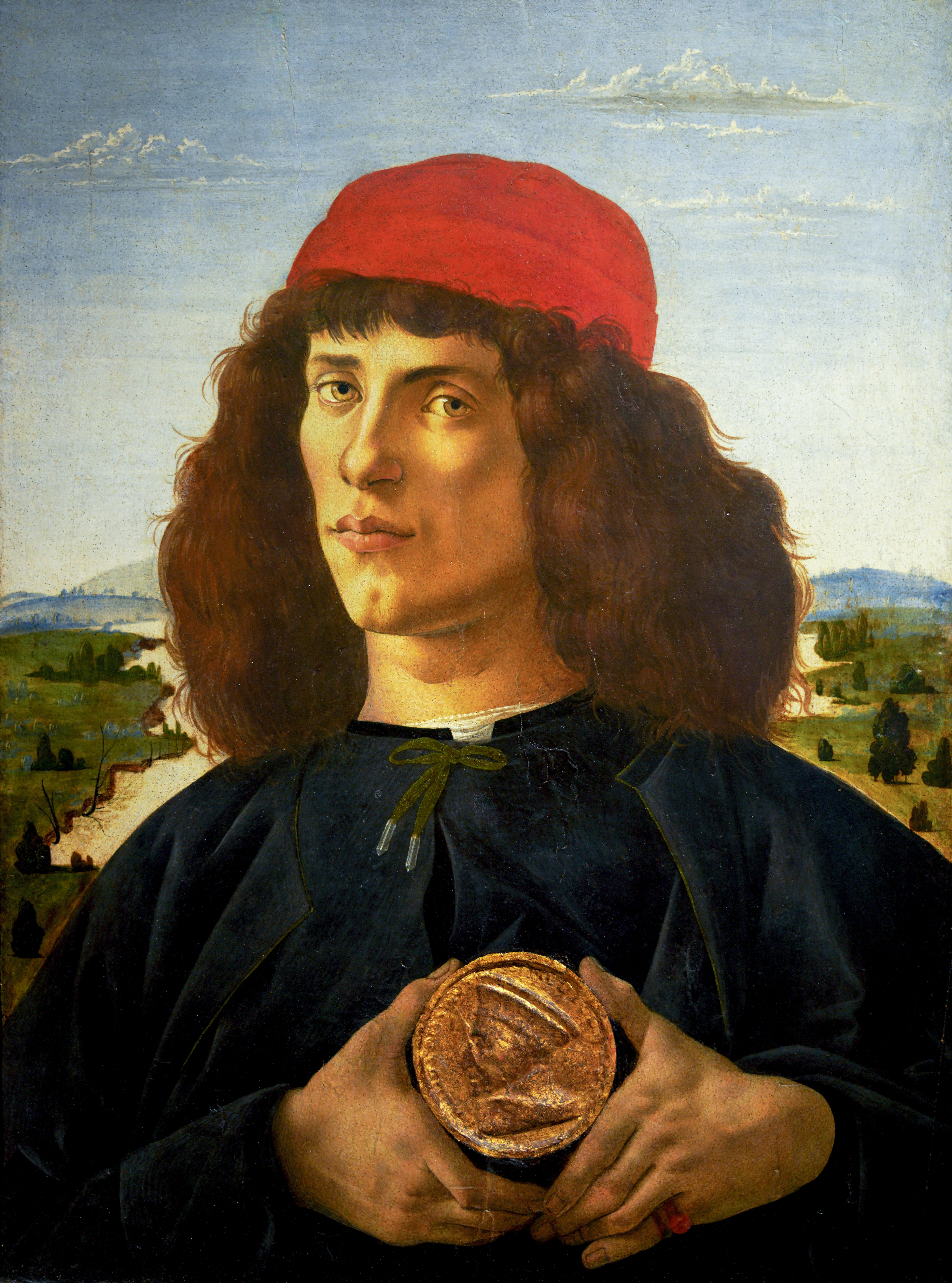
Sandro Botticelli, Portrait d'homme avec médaille de Cosme l'ancien.

Des portraits de la même époque, en plus de confirmer la relation entre Botticelli et le cercle néoplatonicien, révèlent également des influences flamandes précises dans sa peinture. Dans le Portrait d'un homme avec une médaille de Cosme l'Ancien (1474-1475), le personnage est représenté dans une pose de trois quarts et est vêtu de la robe typique portée par la bourgeoisie florentine de l'époque ; on pense aujourd'hui qu'il s'agit presque certainement du frère du peintre, Antonio Filipepi, orfèvre cité précisément dans certains documents des archives Médicis pour la dorure de certaines médailles (celle apposée en stuc sur le tableau a été créée entre 1465 et 1469). Jusqu'alors, le seul exemple connu de portrait de ce type, était celui réalisé par le peintre flamand Hans Memling vers 1470, avec lequel il existe des similitudes notables.
Cependant, la référence aux modèles flamands constitue un simple point de départ pour l'artiste qui tend de plus en plus à abstraire les figures de leur contexte.
Dans le Portrait de Julien de Médicis de 1478, certaines influences flamandes sont encore visibles, comme la porte entrouverte en arrière-plan et la pose du sujet, une référence au chromatisme et à la linéarité énergétique de Pollaiolo, mais la nouveauté est constituée par la colombe en gros plan qui suggère une plus grande introspection psychologique.
Le parcours stylistique de Botticelli dans ce genre pictural apparaît abouti dans les portraits suivants comme en témoigne le Portrait d'un jeune homme, réalisé après 1478, dominé par une linéarité formelle qui n'hésite pas à sacrifier la conquête historique du début de la Renaissance florentine : l'arrière-plan est totalement absent et l'image complètement transfigurée ; la perspective n'est plus considérée comme indispensable pour donner du réalisme à la scène.
Dans sa déclaration au cadastre de 1480, un grand nombre d'élèves et d'aides est mentionné, démontrant à quel point l'atelier du peintre est alors très actif. Le Saint Augustin dans son cabinet de travail de l'église Ognissanti remonte à cette même année. Commandé par l'importante famille florentine Vespucci, il se caractérise par une puissance expressive qui rappelle les meilleures œuvres d'Andrea del Castagno. Dans un livre ouvert placé derrière le saint, il est possible de lire quelques phrases concernant un frère qui sont aujourd'hui principalement interprétées comme une plaisanterie que le peintre a voulu immortaliser. 'L'Annonciation de San Martino alla Scala est datée de l'année suivante.

### Fresques de la chapelle Sixtine

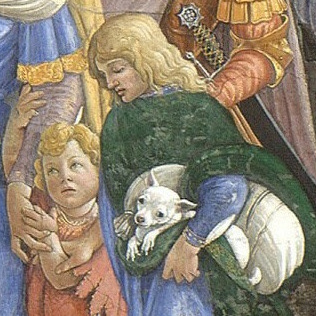
Botticelli, Les épreuves de Moïse, détail.

La politique de réconciliation de Laurent de Médicis avec les alliés de la Conspiration des Pazzi (en particulier Sixte IV et Ferdinand Ier d'Aragon) est menée efficacement à travers également des échanges culturels, avec l'envoi des plus grands artistes florentins dans d'autres villes italiennes, en tant qu'ambassadeurs de la beauté, de l'harmonie et de la primauté culturelle florentine.
Le 27 octobre 1480, Botticelli, Cosimo Rosselli, Domenico Ghirlandaio, Le Pérugin et leurs collaborateurs respectifs partent à Rome pour peindre à la fresque les murs de la chapelle Sixtine. Le cycle comprend la réalisation de dix scènes des Vies du Christ et de Moïse. Les peintres adhérent à des conventions représentatives communes afin de rendre l'œuvre homogène grâce à l'utilisation des mêmes échelles dimensionnelles, structures rythmiques et représentations du paysage. Ils utilisent également des finitions à l'or aux côtés d'une seule gamme chromatique afin que les peintures brillent à la lueur des torches et des bougies. Selon le programme iconographique voulu par Sixte IV, les différents épisodes sont disposés symétriquement pour permettre la comparaison conceptuelle entre la vie du Christ et celle de Moïse, dans un parallélisme continu tendant à affirmer la supériorité du Nouveau Testament sur l'Ancien et à démontrer la continuité de la loi divine qui a été transposée des tables de la Loi au message évangélique chrétien, puis transmise de Jésus à saint Pierre, et de celui-ci à ses successeurs, c'est-à-dire aux papes eux-mêmes.
Botticelli se voit attribuer trois épisodes. Le 17 février 1482, son contrat pour les peintures est renouvelé, mais le 20 du même mois, son père meurt, le forçant à retourner à Florence, d'où il ne repartira pas.
Les trois grandes fresques exécutées par Botticelli, avec le recours aux aides qu'une œuvre d'une telle immensité exige, sont les Épreuves de Moïse, la Tentation du Christ et la Punition des rebelles, ainsi que quelques figures de papes sur les côtés des fenêtres, dont Sixte II, aujourd'hui très dégradé et repeint.
Dans les fresques de la Sixtine, Botticelli se montre plus inconsistant et plus dispersé qu'à son habitude, avec des difficultés à coordonner les formes et le récit, créant un ensemble souvent fragmentaire, peut-être en raison de sa désorientation : il travaille sur des dimensions et des thèmes qui ne lui sont pas familiers et dans un environnement étranger. Malheureusement, à cause de la rivalité qui existe entre le pape, un Della Rovere, et les Médicis, ses mécènes, son talent n'est pas reconnu.

### Retour à Florence
De retour à Florence, mécontent de l'accueil réservé à ses fresques vaticanes et décidé de ne plus jamais quitter sa ville natale, Botticelli doit exprimer sa décision de ne pas retourner à Rome et s'engage dans de nouvelles commandes pour sa ville. Le 5 octobre 1482, il est chargé de décorer la Sala dei Gigli du Palazzo Vecchio avec certains des artistes les plus reconnus de l'époque, tels que Domenico Ghirlandaio, Le Pérugin et Piero Pollaiuolo. Finalement, Ghirlandaio est le seul à y travailler : pour des raisons inconnues, les autres n'y participent pas.
Son séjour romain a eu toutefois une influence certaine sur l'évolution de son style, stimulant un regain d'intérêt pour les motifs classiques (issus de la vision directe des sarcophages antiques) et une utilisation plus consciente d'éléments architecturaux antiques dans les arrière-plans.

### Histoire de Nastagio degli Onesti
L'année suivante, en 1483, Botticelli reçoit la commande des Médicis pour quatre panneaux de cassone avec l'Histoire de Nastagio degli Onesti, tirée d'une nouvelle du Décaméron. Peut-être commandées directement par Laurent le Magnifique, elles sont un cadeau pour le mariage célébré entre Giannozzo Pucci et Lucrezia Bini la même année.
L'intrigue du roman, riche en éléments surnaturels, permet à Botticelli de mélanger la vivacité narrative de l'histoire avec un registre fantastique qui ne lui est pas habituel et, bien que la main de ses assistants se retrouve dans une grande partie des panneaux, le résultat constitue l'une des œuvres les plus originales et intéressantes de sa production artistique.

La serie di Nastagio degli Onesti
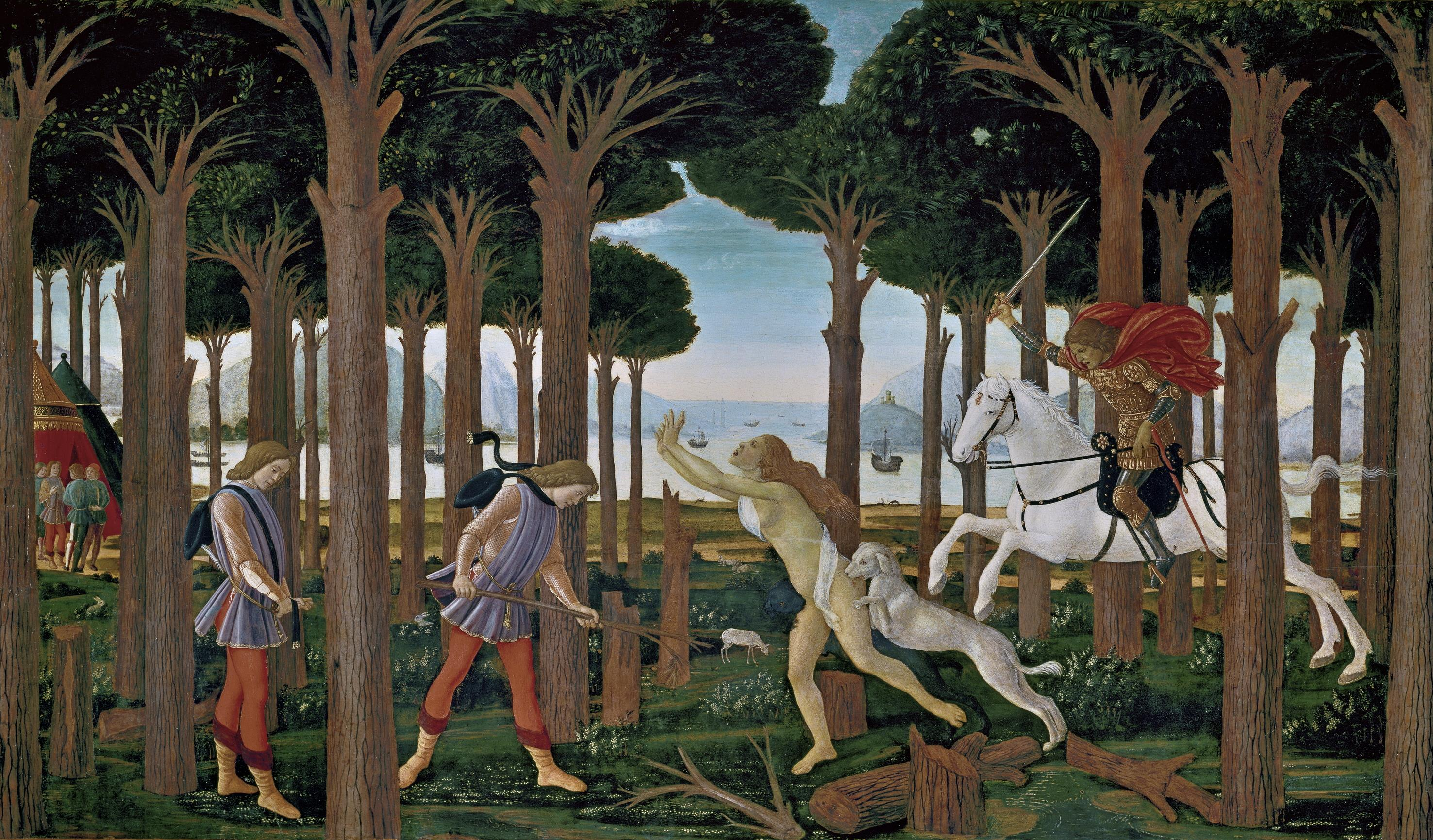
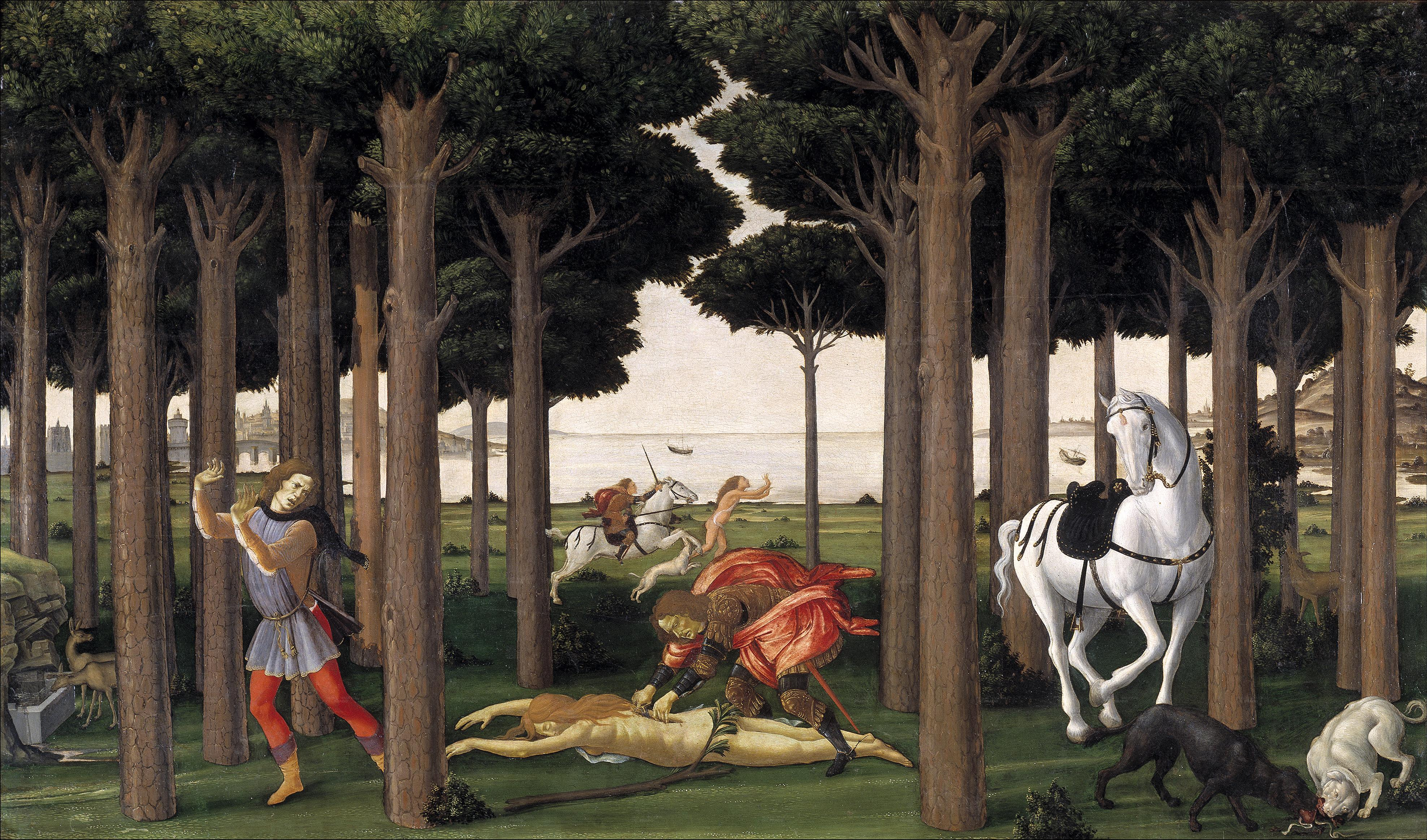
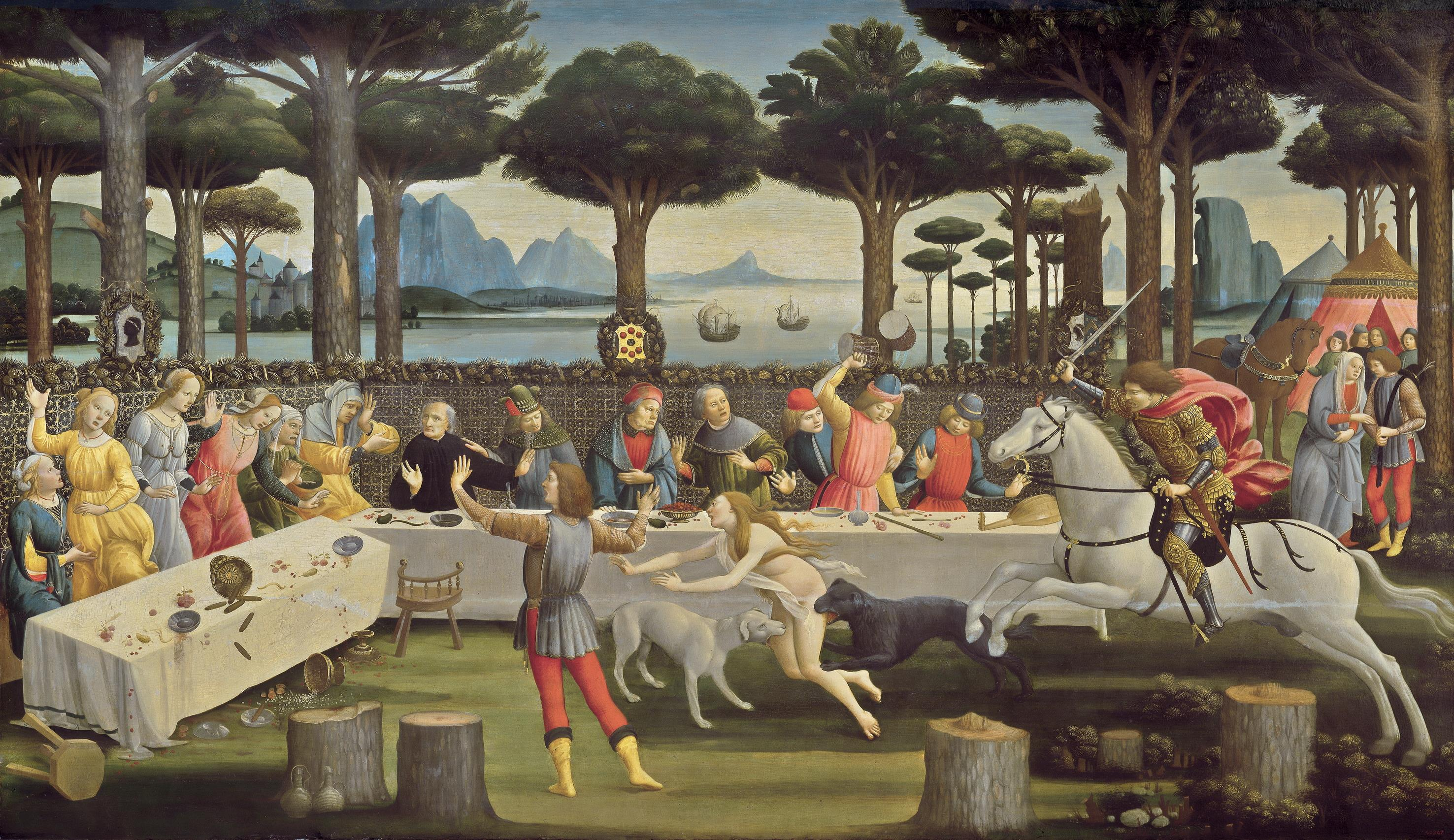
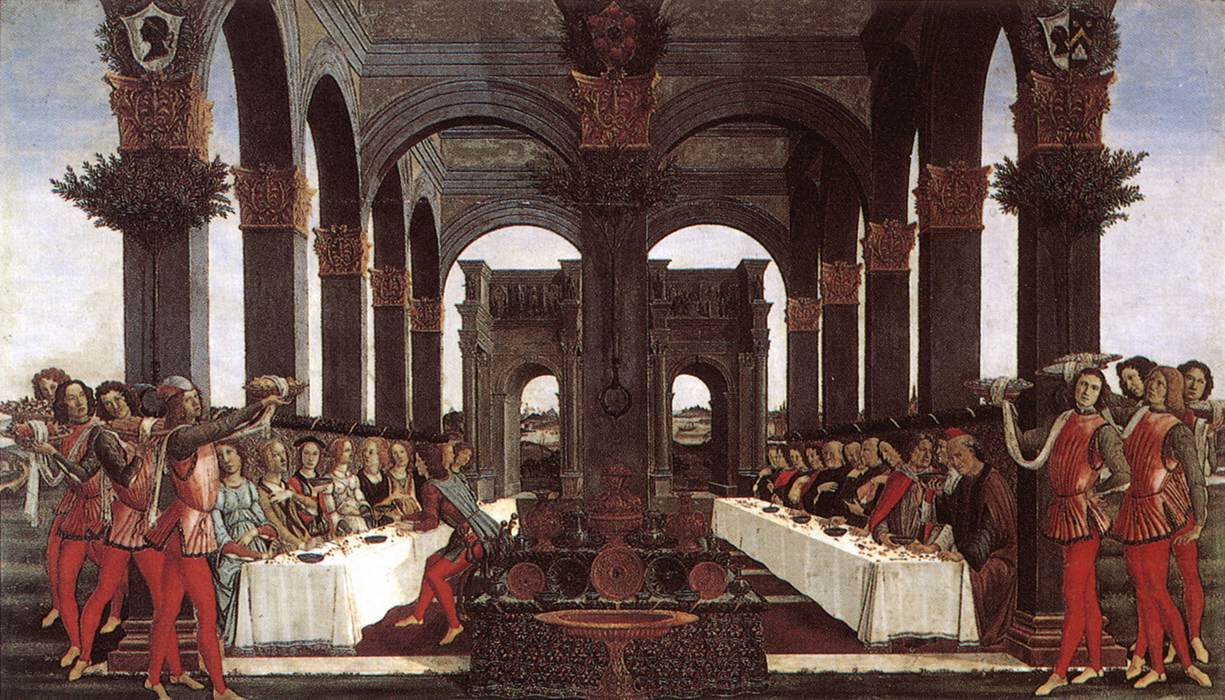

### Villa de Spedaletto
En 1483, Sandro Botticelli participe au programme décoratif le plus ambitieux initié par Laurent le Magnifique, la décoration de la villa di Spedaletto, près de Volterra, où il réunit les meilleurs artistes de la scène florentine de l'époque : Le Pérugin, Domenico Ghirlandaio, Filippino Lippi et Botticelli. Les fresques, qui avaient, comme on le sait, un caractère délicieusement mythologique, ont été complètement perdues.

### Cycle mythologique
Botticelli peint pour la villa Medicea di Castello de Lorenzo di Pierfrancesco de Médicis, cousin au second degré de Laurent le Magnifique, Le Printemps en 1482 et La Naissance de Vénus vers 1485, ses deux œuvres les plus connues.

#### Le Printemps
Le Printemps est, avec la Naissance de Vénus, l'œuvre la plus célèbre de Botticelli. On ne sait pas si les deux grandes peintures, la première sur bois, la seconde sur toile, sont des pièces d'accompagnement, comme Vasari les a vues vers 1550 dans la villa Médicea di Castello.
Il semble établi, au moins pour Le Printemps, qu'il a été commandé par Lorenzo di Pierfrancesco de 'Medici, qui fut aussi un élève de Marsile Ficin et qui a ensuite fait créer à l'artiste un cycle de fresques (perdues) dans la villa. Le sujet du Printemps n'est pas complètement élucidé, les personnages mythologiques qui y figurent se réfèrent à diverses théories du néoplatonisme médicéen et, probablement, font aussi référence au client et à son mariage survenu en 1482.
L'une des interprétations les plus plausibles considère le groupe de personnes comme une représentation de l'amour charnel instinctif (le bon groupe), qui déclenche également le changement de nature (la transformation en Flore - Printemps) et qui est ensuite sublimé, sous le regard de Vénus et Éros au centre, dans quelque chose de plus parfait (les Grâces, symbole de l'Amour parfait), tandis qu'à droite, Mercure chasse les nuages avec le caducée pour un printemps sans fin. Vénus serait donc l'idéal humaniste de l'amour spirituel dans une perspective d'ascendance purificatrice.
Le mythe est décrit en termes modernes, avec une scène idyllique dominée par des rythmes et des équilibres formels judicieusement calibrés, comme la ligne harmonique qui définit la draperie, les gestes, les profils très élégants, qui se termine par le geste de Mercure. Les figures se détachent nettement sur le fond sombre, avec une spatialité simplifiée rappelant les tapisseries, dans laquelle on voit les premiers signes de la crise du monde de la perspective rationnelle du début du XVe siècle pour aller vers une insertion plus libre des figures dans l'espace.

#### La Naissance de Vénus
L'une des œuvres les plus célèbres de l'artiste et de la Renaissance italienne en général, la Naissance de Vénus, est datable, comme le Printemps, dans la période qui va de 1477 à environ 1485. Les théories les plus récentes considèrent que les deux œuvres sont pratiquement contemporaines, même s'il est difficile pour Botticelli d'avoir conçu les deux tableaux dans le même programme figuratif en raison de leurs différences de technique et de style. Contrairement au Printemps, la Naissance de Vénus n'est pas mentionnée dans les inventaires des Médicis de 1498, 1503 et 1516, mais grâce au témoignage de Vasari dans les Vies, nous savons qu'il a vu, en 1550, les deux œuvres exposées ensemble dans la Villa di Castello, la résidence de campagne de la branche cadette de la famille Médicis.
Au niveau de l'interprétation, la scène représenterait le moment précédant celui représenté dans le Printemps, lorsque Vénus s'installe dans le jardin de l'Amour : après sa naissance de l'écume de mer, conduite par l'union des vents Zéphyr et Aura, elle débarque sur les côtes de l'île de Chypre, où elle est accueillie par l'une des Heures qui étend sur elle un riche manteau tissé de fleurs. De nombreux historiens semblent s'accorder sur le lien très étroit entre le tableau et un passage des Stanze d'Ange Politien : la coïncidence presque absolue entre le récit et le tableau confirmerait qu'il s'agit d'une illustration du poème du philosophe néoplatonicien, avec des références implicites aux idéaux de l'amour qui caractérisent ce courant de pensée.
La Naissance de Vénus serait donc la venue à la lumière de l'Humanitas, comprise comme l'allégorie de la force motrice de la Nature. La figure de la déesse, représentée dans la pose de l'Aphrodite pudique (c'est-à-dire en couvrant sa nudité avec ses mains et ses longs cheveux blonds), est la personnification de la Vénus céleste, symbole de pureté, de simplicité et de beauté sans fioritures de l'âme. C'est l'un des concepts fondamentaux de l'humanisme néoplatonicien, qui revient également sous divers aspects dans deux autres tableaux de Botticelli réalisés dans la même période : Pallas et le Centaure et Vénus et Mars.
La composition est extrêmement équilibrée et symétrique, le dessin est basé sur des lignes très élégantes qui créent des jeux décoratifs sinueux et gracieux. Le dessin ne se résout jamais à des effets purement décoratifs, mais maintient un respect du volume et un rendu fidèle des différentes matières, notamment dans les vêtements très légers. La couleur claire et nette, issue d'une technique particulière qui imite la fresque, imprègne les personnages de lumière, faisant ressortir la pureté pénétrante de la beauté. Plus encore que dans le Printemps, la spatialité du fond est plate, bloquant les personnages dans une suspension magique. La perte progressive des valeurs de la perspective place ce travail après le Printemps, dans une phase où la « crise » qui frappera Florence à la fin du siècle a déjà plus que jamais commencé.

La Naissance de Vénus, 1485, Galerie des Offices, Florence.
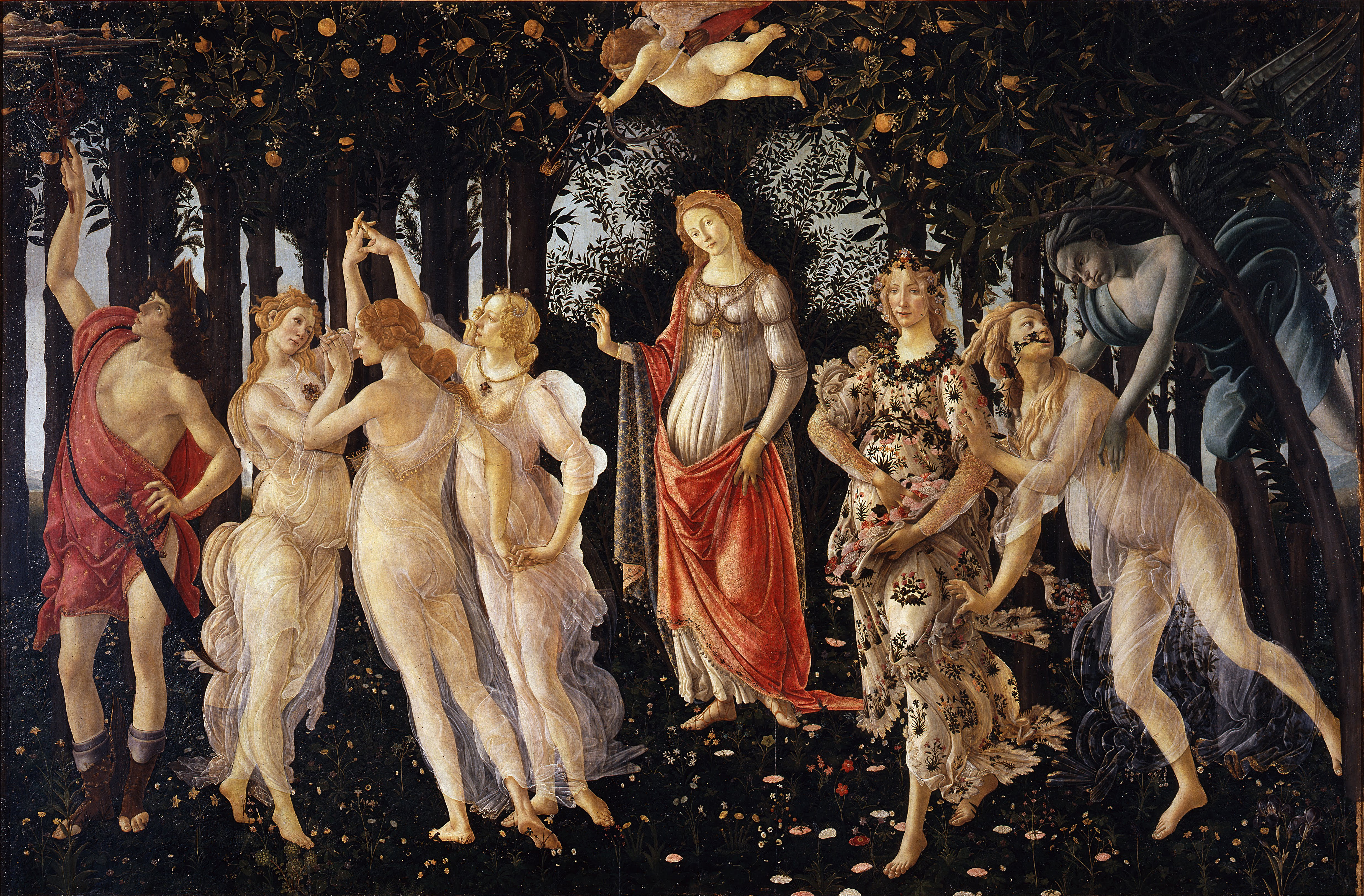
Le Printemps, 1478-1482, Galerie des Offices, Florence.

#### Pallas et le Centaure

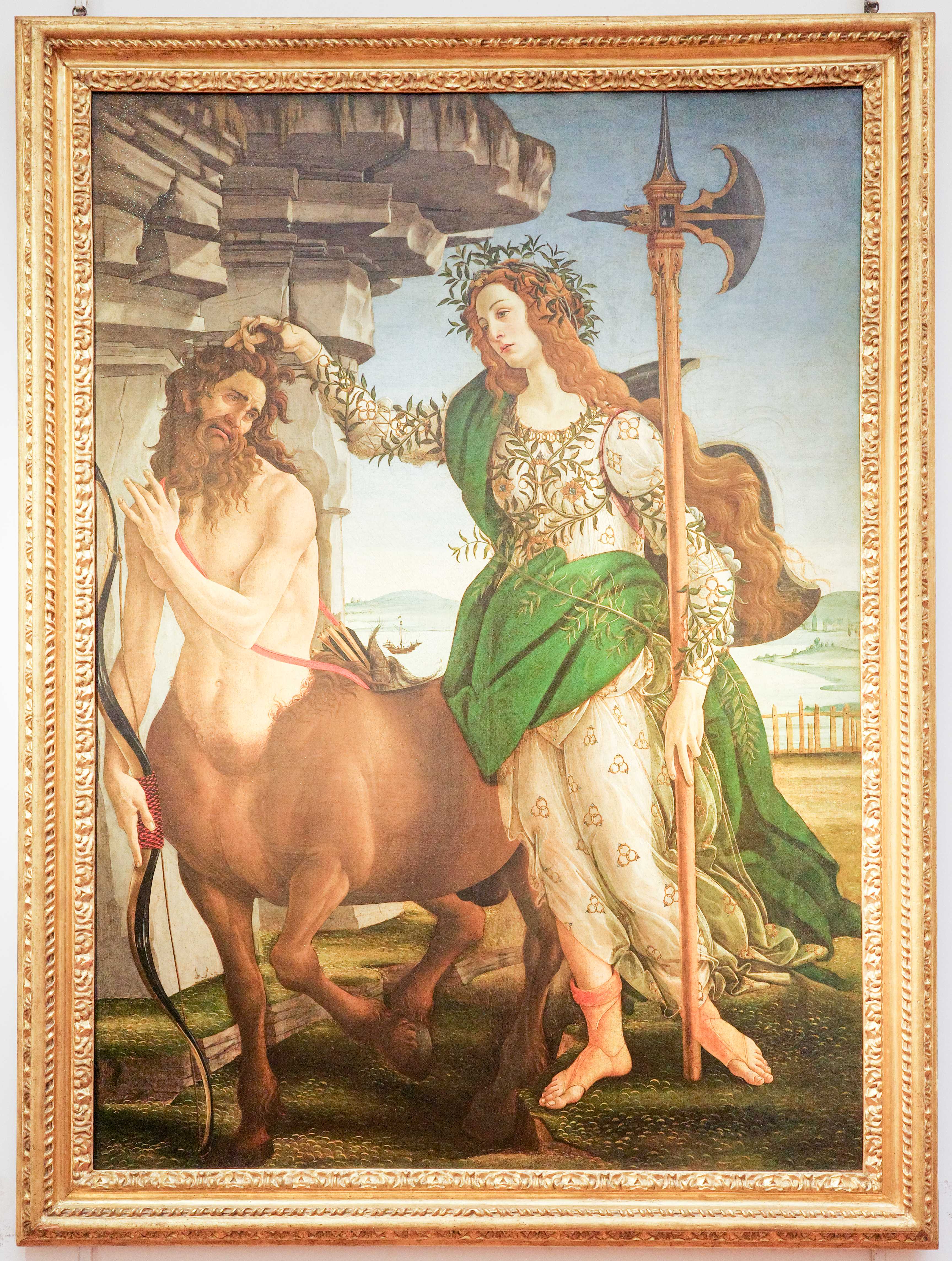
Sandro Botticelli, Pallas et le Centaure.

Pallas et le centaure (1482-84) est mentionné dans les inventaires des Médicis parmi les œuvres présentes, avec le Printemps, dans le palais Medici-Riccardi. Selon la pensée néo-platonicienne, soutenue par les écrits de Marsile Ficin, la scène pourrait être vue comme l'allégorie de la raison, symbolisée par la déesse qui gagne sur l’instinct représenté par le centaure, une créature mythologique mi-homme, mi-cheval.
Cependant, une autre lecture politique du tableau a également été proposée : il représenterait, toujours de manière symbolique, l'action diplomatique menée au cours de ces années[Lesquelles ?] par Laurent le Magnifique, qui est engagé à négocier une paix séparée avec le royaume de Naples pour éviter son adhésion à la ligue anti-florentine promue par Sixte IV ; dans ce cas, le centaure représenterait Rome et la déesse personnifierait Florence (elle porte la hallebarde et a une robe ornée de l'insigne personnel de Laurent), tandis que le golfe de Naples est reconnaissable en arrière-plan.

#### Vénus et Mars
L'interprétation proposée pour une autre allégorie représentant Vénus et Mars, couchés sur une pelouse et entourés d'un groupe de satyres enjoués, est essentiellement philosophique ; la source d'inspiration de Botticelli semble raisonnablement être Le Banquet de Platon que Ficin a traduit, dans lequel la déesse Vénus, symbole d'amour et d'harmonie, triomphe du dieu Mars, symbole de haine et de discorde (Mars est le dieu de la guerre chez les anciens).
Les satyres semblent tourmenter Mars en perturbant son sommeil, tout en ignorant complètement Vénus, alerte et consciente ; cette scène serait la figuration d'une autre pierre angulaire des idéaux de la pensée néo-platonicienne, celle de l'harmonie des contraires, constituée par le duo Mars-Vénus, bien que le critique Plunkett ait mis en évidence le fait que le tableau reprend un passage de l'écrivain grec Lucien de Samosate, dans lequel une autre peinture représentant le mariage d'Alexandre et de Roxane est décrite. L'œuvre a donc pu être créée pour le mariage d'un membre de la famille Vespucci, protecteur des Filipepi (comme l'indiquerait le motif inhabituel des abeilles en haut à droite, qui figurent dans les armoiries des Vespucci) et cette iconographie aurait été choisie comme vœu pour la mariée[pas clair].

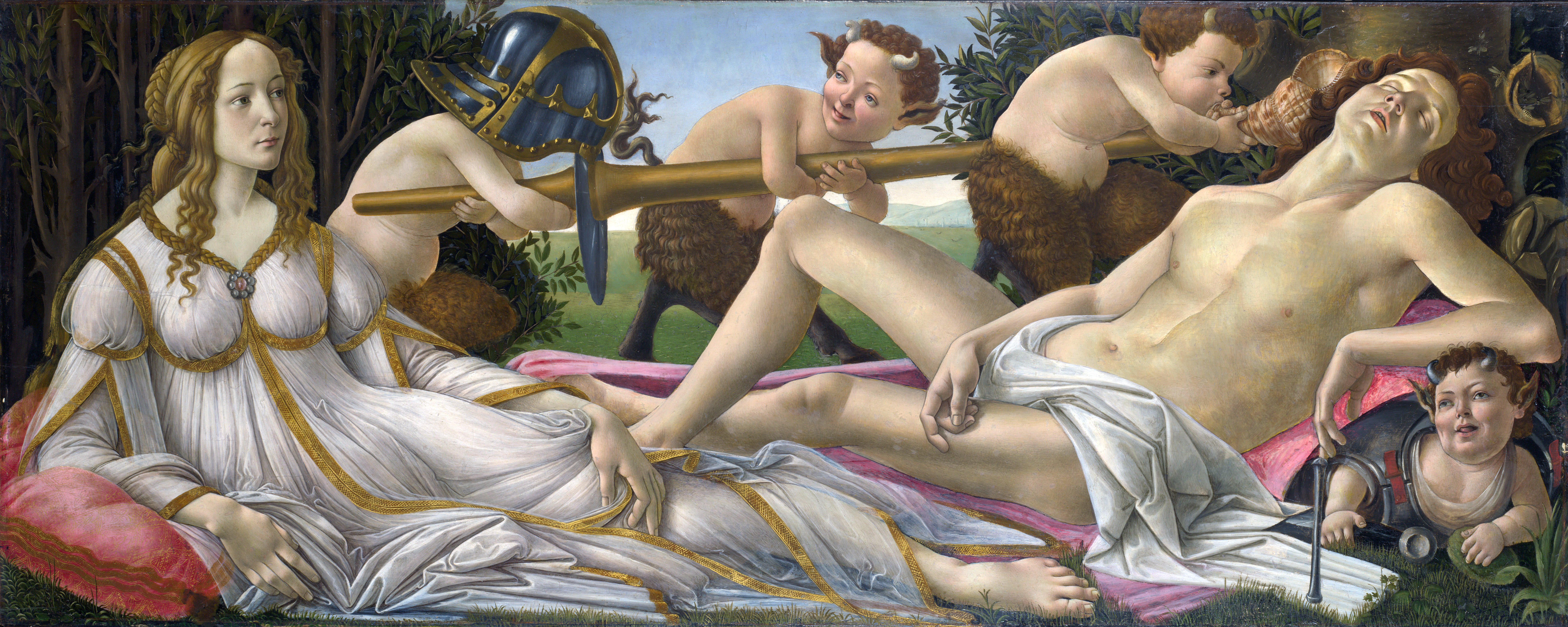
Sandro Botticelli, Vénus et Mars, national Gallery, Londres.

### LaMadone du Magnificat

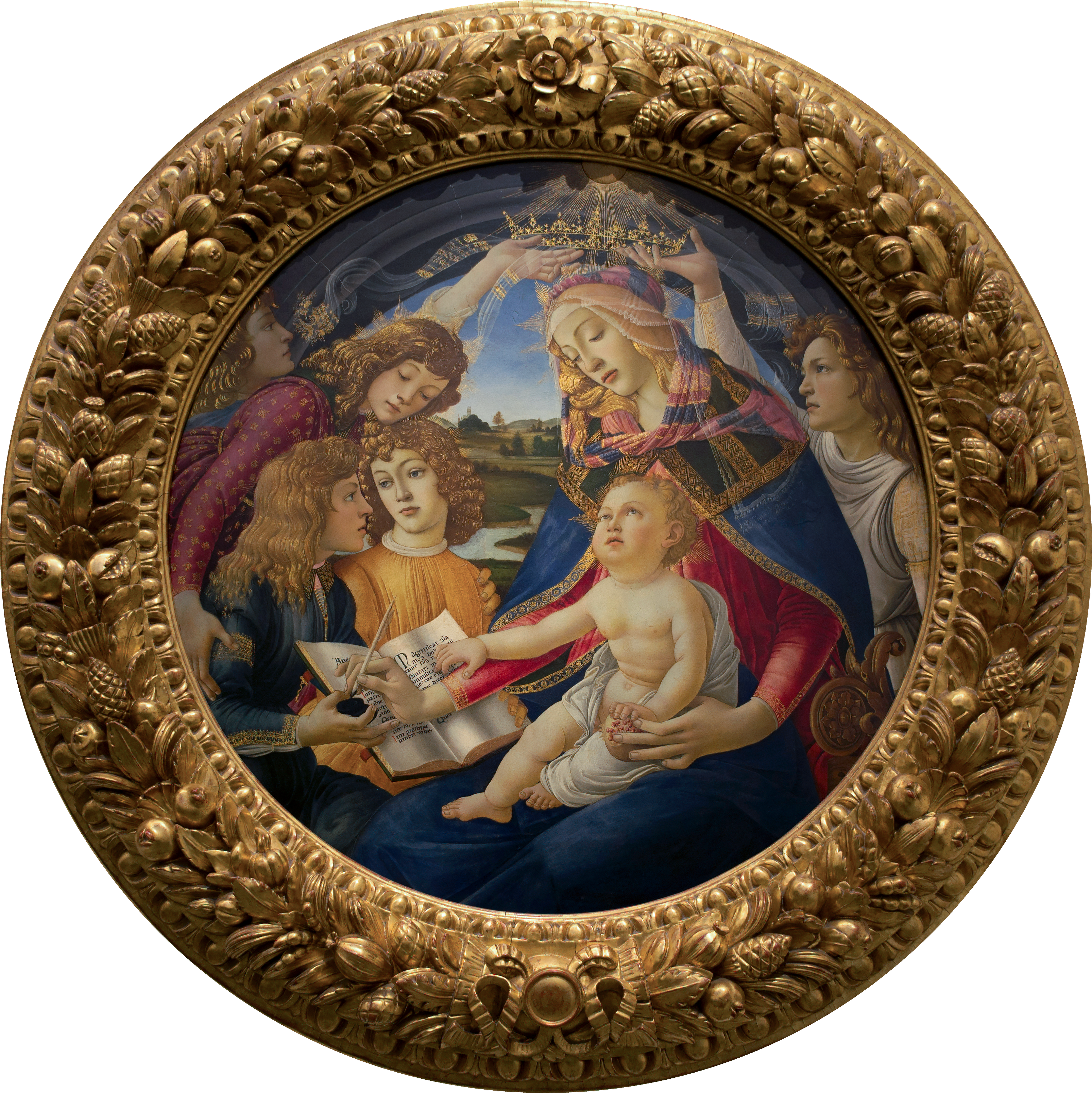
Sandro Botticelli, Madone du Magnificat.

L'esprit philosophique qui semble envelopper toutes les œuvres de Botticelli dans la première moitié des années 1480 s'étend également à celles de nature religieuse ; en est un exemple significatif, le tondo avec la Madone du Magnificat, réalisé entre 1483 et 1485 et où, selon André Chastel, Botticelli tente de combiner le naturalisme classique avec le spiritualisme chrétien.
La Vierge est au centre, richement vêtue, la tête couverte de voiles transparents et d'étoffes précieuses, ses cheveux blonds entrelacés, une écharpe nouée sur sa poitrine ; le nom donné au tableau dérive du mot « Magnificat » qui apparaît sur un livre tenu par deux anges, habillés comme des pages, qui offrent à la Vierge un encrier, tandis que l'Enfant observe sa mère et, de sa main gauche, attrape une grenade, symbole de la résurrection.
En arrière-plan, un paysage apparait à travers une fenêtre circulaire ; le cadre en pierre peinte écrase les personnages au premier plan qui suivent le mouvement circulaire du tableau afin laisser émerger les figures de la surface du tableau, comme si l'image se reflétait dans un miroir convexe. En même temps, la composition aérée par la disposition des deux anges au premier plan, qui mènent le regard à travers une diagonale idéale vers le paysage en arrière-plan.
Un tondo pour la salle d'audience de la Magistratura dei Massai di Camera du Palazzo Vecchio, peut-être la Vierge à la grenade, autre commande publique, occupe l'artiste jusqu'en 1487.

### Retentissements causés par Savonarole

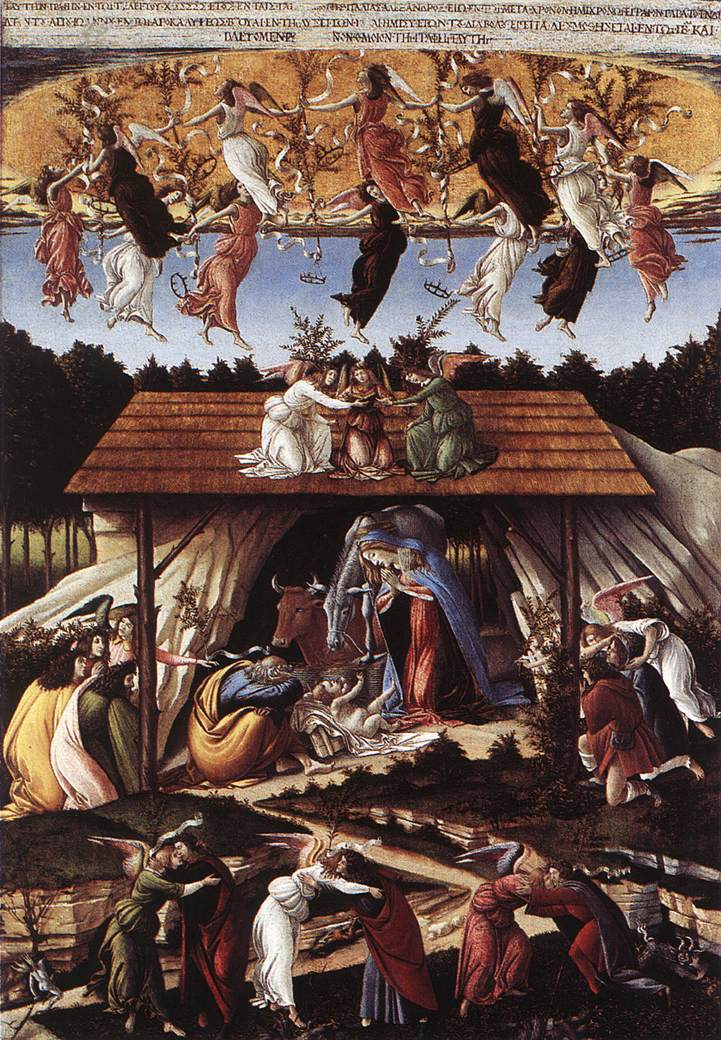
Sandro Botticelli, La nativité mystique, National Gallery, Londres.

À partir de la fin des années 1480, la production du peintre commence à révéler les premiers signes d'une crise intérieure qui culmine dans la dernière phase de sa carrière dans un mysticisme exacerbé, visant à nier le style pour lequel il s'est distingué dans le panorama artistique florentin du siècle. L'apparition sur la scène politico-religieuse du prédicateur ferrarais Savonarole engendre, surtout après la mort de Laurent le Magnifique en 1492, une profonde remise en question de la culture antérieure avec la condamnation des thèmes mythologiques et païens, de la liberté dans les costumes et du luxe ostentatoire. Le moine attaque durement les coutumes et la culture de l'époque, prédisant la mort et l'arrivée du jugement divin, et imposant pénitence et expiation des péchés. L'invasion du roi de France Charles VIII en 1494 semble réaliser ses prophéties, de sorte que Savonarole réussit à fomenter le soulèvement qui chasse Pierre II de Médicis et rétablit la République florentine à l'organisation de laquelle il semble que le frère contribue de façon substantielle.
Botticelli est, avec de nombreux autres artistes tels que Fra Bartolomeo et le jeune Michel-Ange, influencé par ce nouveau climat politique et social, qui ébranle les certitudes engendrées par l'humanisme du XVe siècle.
Le 7 février 1497, Savonarole et ses disciples élèvent le bûcher des Vanités. Des jeunes garçons sont envoyés de porte en porte pour collecter tous les objets liés à la corruption spirituelle : les miroirs et cosmétiques, les images licencieuses, les livres non religieux, les jeux, les robes les plus splendides, les nus peints sur les couvercles des cassoni, les livres de poètes jugés immoraux, comme ceux de Boccace et de Pétrarque. Ces objets sont brûlés sur un vaste bûcher dressé Piazza della Signoria. Des chefs-d’œuvre de l’art florentin de la Renaissance disparaissent ainsi dans les flammes, dont des peintures de Sandro Botticelli que l’artiste a lui-même apportées : il « [...] regrettait publiquement d'avoir sacrifié au goût du paganisme » et allait se consacrer aux peintures religieuses. Vasari dans les Vies des peintres, tome I, dit qu'il est adepte de Savonarole en ces termes : « [...] de la secte dont il était partisan, au point qu'il abandonna la peinture, et comme il ne possédait aucune ressource, il tomba dans le plus grand embarras. Sectateur acharné de ce parti, comme on disait alors, il piagnone, il cessa de travailler, et à la fin de sa vie il se trouva vieux et pauvre, de telle sorte que les Médicis pour lesquels il avait beaucoup travaillé, ne le soutinrent plus financièrement. ». Aussi, l'on comprend mieux pourquoi Vasari, en qualité d'architecte de la piazzale des Offices, ne fait pas ériger de statue de Sandro Botticelli parmi celles des « grands hommes » qui font le prestige de Florence.
En 1497 et 1498, les adeptes de Savonarole organisent plusieurs « feux de Vanités », qui non seulement doivent avoir beaucoup impressionné le peintre, mais aussi suscité chez lui un profond sentiment de culpabilité d'avoir donné un visage à ce magistère artistique si amèrement condamné par le frère.
L'hostilité du pape Alexandre VI et d'autres chefs d'État italiens mine la popularité du frère qui, abandonné par ses propres concitoyens, est  excommunié, puis condamné au bûcher après un procès fortement contrôlé, subissant la torture sur la Piazza della Signoria le 23 mai 1498.
Que Botticelli soit un partisan militant du moine dominicain n'est pas documenté, mais il y a une allusion à son plaidoyer pour la cause de Savonarole dans la Cronaca di Simone Filipepi dans laquelle l'artiste est représenté dans un dialogue dans lequel il dit trouver la condamnation du moine injuste. Certains thèmes du moine dominicain se retrouvent dans ses œuvres ultérieures, comme la Nativité mystique et la Crucifixion mystique, qui témoignent au moins de sa forte attirance pour sa personnalité. Ce n'est pas par hasard si, après 1490, Botticelli se consacre exclusivement à des thèmes sacrés.

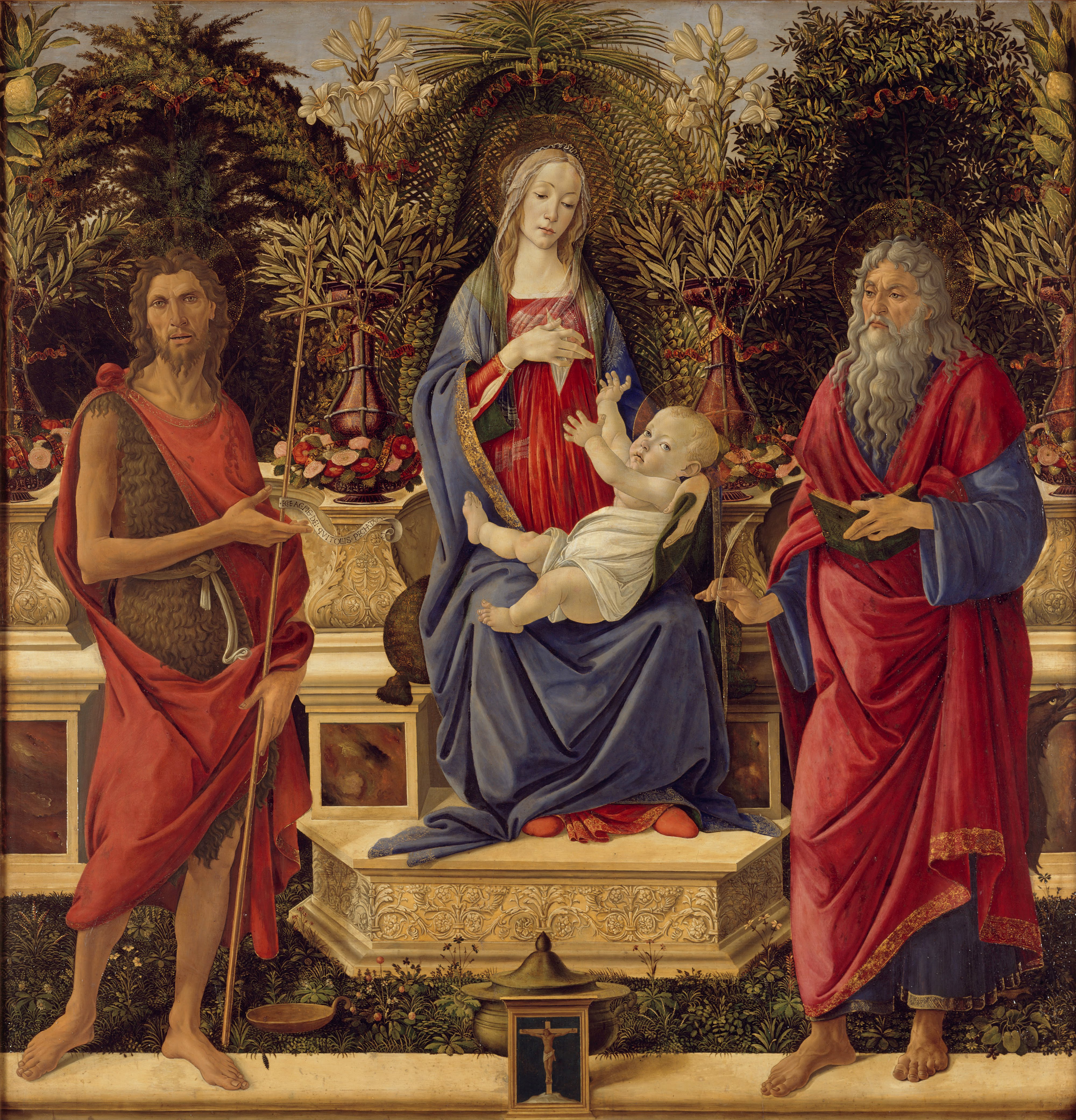
Sandro Botticelli, La Madone Bardi (Gemäldegalerie, Berlin).

Les Madones acquièrent une physionomie plus haute et plus élancée, avec des traits plus nets qui leur confèrent un caractère ascétique (Madone Bardi, retable de San Barnaba, vers 1485), et qui montrent un plasticisme plus marqué, une utilisation accentuée du clair-obscur, ainsi qu'une expressivité accentuée des personnages. Parfois, le peintre parvient à restaurer un fond d'or archaïque, comme dans le Retable de San Marco (1488-1490). L'Annonciation du Cestello date de cette période (1489-1490) .
Le 13 octobre 1490, Botticelli est condamné à une amende par les Ufficiali di Notte e Monasteri, offices spécialisés dans la sanction des crimes contre la moralité, pour une infraction « contra ordinamenta » non spécifiée. Parmi les missions publiques qui lui sont confiées à cette époque, il y a le dessin de la mosaïque de la chapelle de San Zanobi à Santa Maria del Fiore, exécutée ensuite par David Ghirlandaio, Gherardo et Monte di Giovanni, et la participation avec Lorenzo di Credi, Ghirlandaio, Le Pérugin et Alesso Baldovinetti, à l'évaluation des projets de façade du Duomo, qui n'a été construite qu'au XIXe siècle.

### La Calomnie d'Apelle

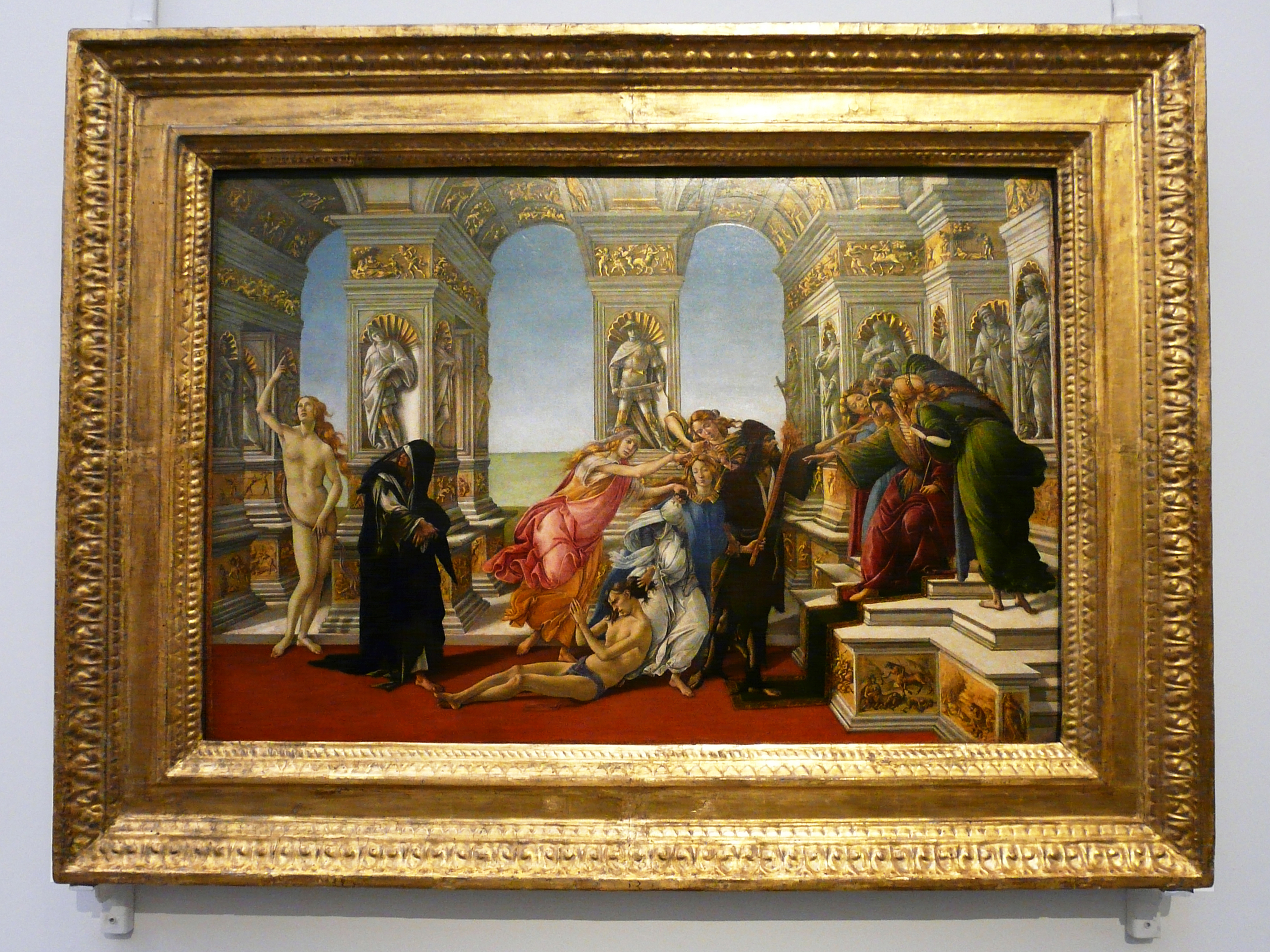
Sandro Botticelli, La Calomnie d'Apelle, Galerie des Offices.

La Calomnie d'Apelle exécutée entre 1490 et 1495, marque le véritable « tournant » entre les deux voies, peinture allégorique inspirée par Lucien de Samosate, rapportée dans le traité d'Alberti qui fait allusion à la fausse accusation d'avoir conspiré contre Ptolémée IV faite par un rival au peintre Apelle.
Une fois de plus, l'iconographie complexe reproduit fidèlement l'épisode original. La scène est insérée dans une salle de classe grandiose, richement décorée de marbre et de sculptures, pleine de personnages ; le tableau doit être lu de droite à gauche : le roi Midas (reconnaissable à ses oreilles d'âne), sous les traits du mauvais juge, est assis sur le trône, conseillé par Ignorance et Suspicion ; devant lui se tient Lividité, l'homme à la capuche noire et la torche à la main ; derrière lui la Calomnie, une très belle femme qui se fait coiffer par Perfide et Tromperie, tout en traînant le calomniateur impuissant au sol ; la vieille femme à gauche est Pénitence et la dernière figure de femme, toujours à gauche est Vérité, les yeux tournés vers le ciel, comme pour indiquer la seule vraie source de justice.
Malgré la perfection formelle de la peinture, la scène se caractérise avant tout par un fort sens du drame ; le cadre somptueux contribue à créer une sorte de « cour » de l'histoire, dans laquelle l'accusation réelle semble être dirigée précisément contre le monde antique, dont la justice, une des valeurs fondamentales de la vie civile, semble absente. C'est un constat amer, qui révèle toutes les limites de la sagesse humaine et des principes éthiques du classicisme, pas tout à fait étrangères à la philosophie néo-platonicienne, mais qui s'exprime ici avec des tons violents et pathétiques, qui vont bien au-delà de la simple expression de la mélancolie constatée sur le visages des personnages des premières œuvres de Botticelli.

### La Lamentation sur le Christ mortet laNativité mystique

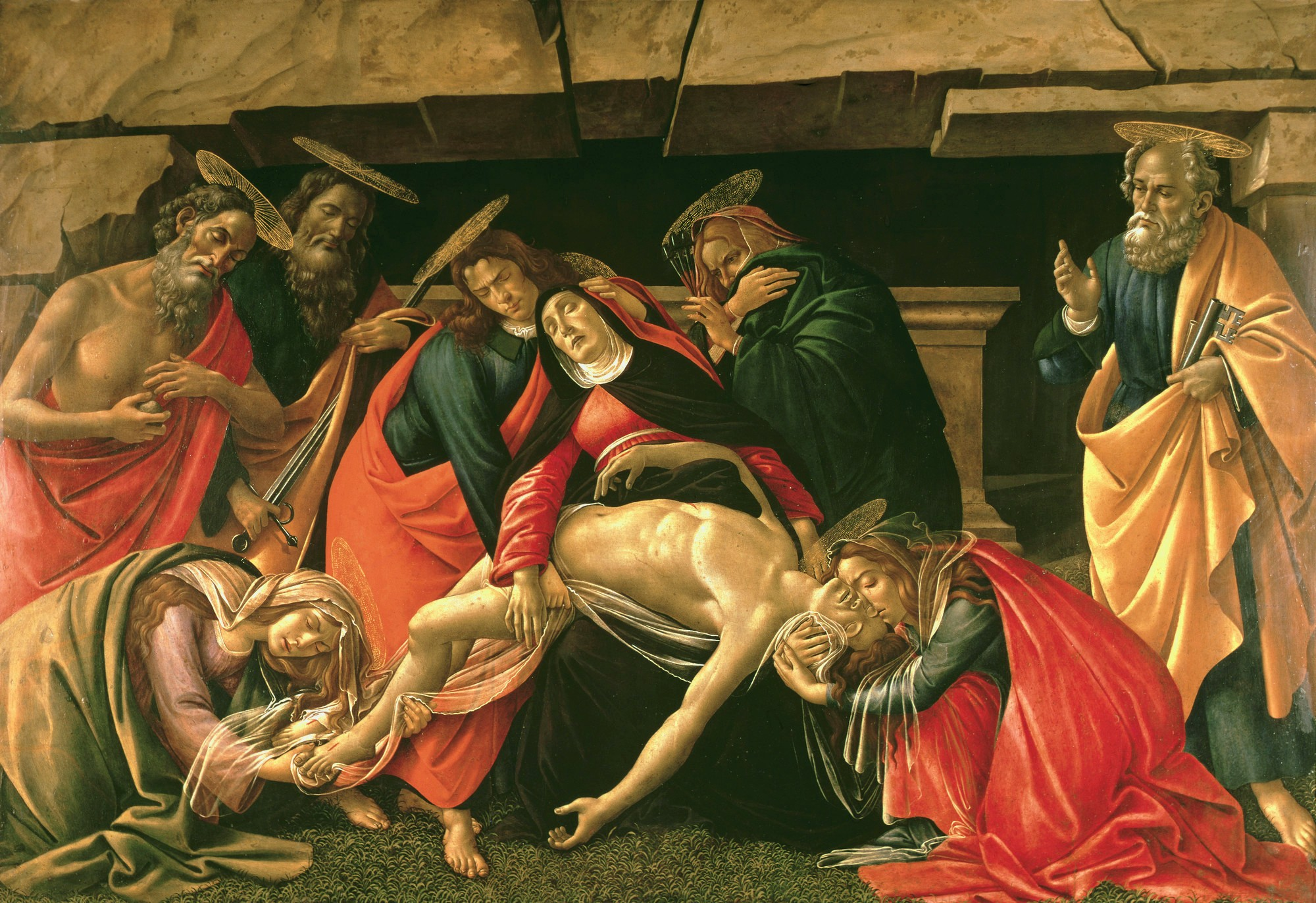
Sandro Botticelli, La Lamentation sur le Christ mort.

Savonarole est exécuté le 23 mai 1498, mais ses idées ont porté des coups si durs à la vie publique et culturelle florentine que la ville ne s'en est jamais complètement rétablie.
Après sa mort, Botticelli n'est plus le même et il ne peut certainement pas embrasser à nouveau les mythes païens comme si de rien n'était. Son point de vue est consigné dans la Cronaca de Simone Filipepi (1499) dans laquelle le peintre est décrit dans un entretien avec Dolfo Spini, l'un des juges ayant participé au procès de Savonarole, sur les événements qui ont conduit à la condamnation du frère. Les paroles de Botticelli sonnent comme un reproche à une sentence jugée injuste.
Les œuvres des années suivantes apparaissent de plus en plus isolées du contexte local et animées par un fantasme visionnaire. Botticelli se réfugie dans un mysticisme désolé et enflammé comme en témoigne La Lamentation sur le Christ mort  pratiquement contemporain de la Calomnie, avec des personnages aux gestes pathétiques et le corps du Christ au centre qui se cambre en arc-de-cercle, et la Nativité mystique de 1501 : Botticelli interprète une scène aux tons apocalyptiques et à la structure archaïque, effectuant une régression consciente qui vient nier la construction de la perspective, se référant à l'iconographie médiévale qui ordonnait les figures selon la hiérarchie religieuse. L'écriture en grec au sommet (unique dans sa production), la danse des anges au-dessus de la crèche et l'étreinte sans précédent entre des créatures célestes et des hommes, constituent les éléments de cette vision prophétique sur l'avènement de l'Antéchrist.
Botticelli veut apporter la douleur et le pathétique dans ses compositions afin d'impliquer davantage le spectateur, mais sa tentative de retracer le chemin de la vie et de l'histoire ne rencontre ni la faveur, ni la compréhension de ses contemporains qui, après la « tempête » savonarolienne, essaient lentement de revenir à la normalité. De plus, les influences du frère ont un effet aussi durable que dans la seule production du peintre.

### Dernières années

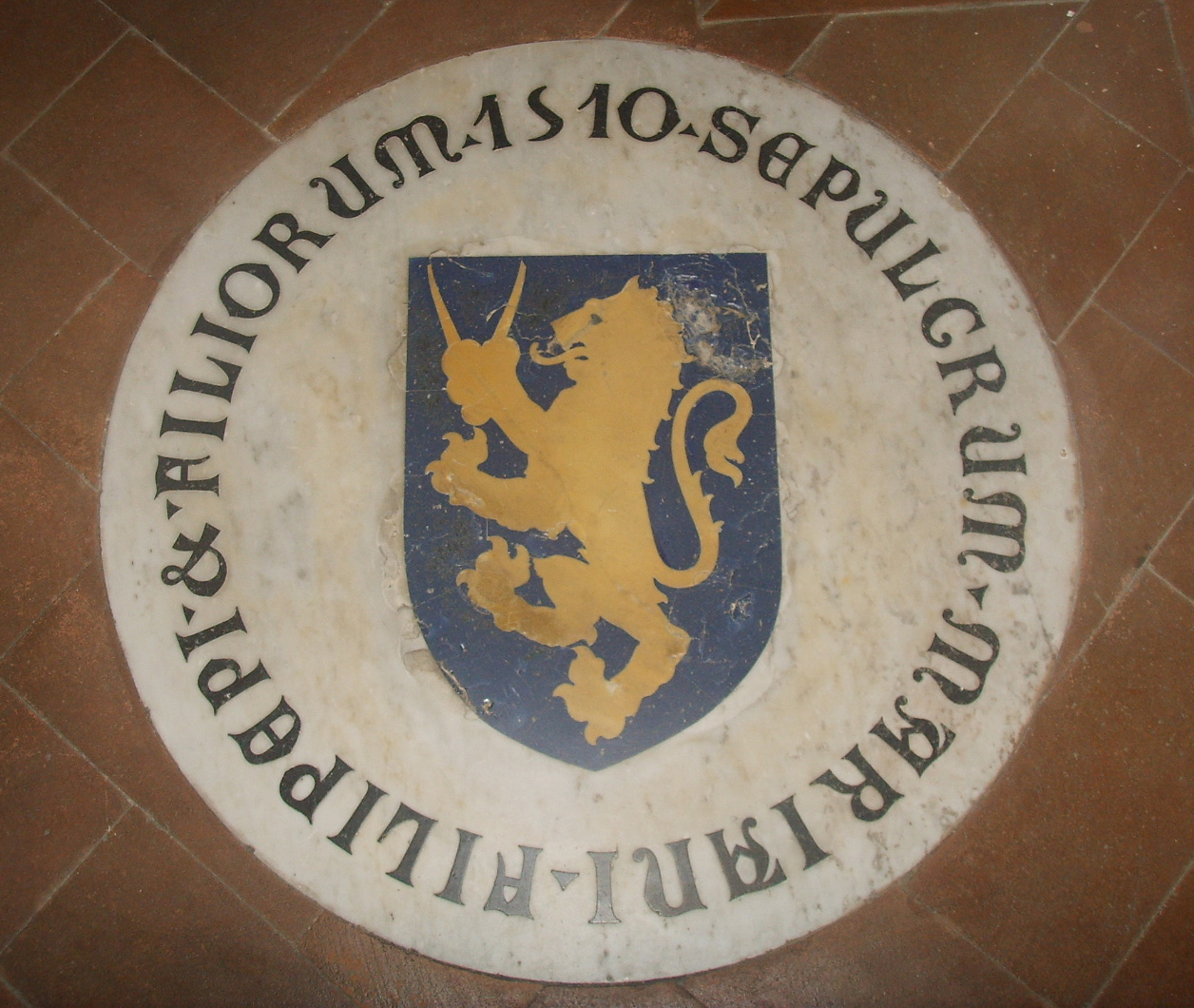
Pierre tombale de Sandro Botticelli (église Ognissanti).

En 1493, son frère Giovanni meurt, et en 1495 il réalise des travaux pour les Médicis de la branche « Popolano », peignant pour eux des œuvres destinées à la Villa del Trebbio. En 1498, les biens déclarés au cadastre témoignent d'un patrimoine substantiel : une maison dans le quartier de Santa Maria Novella et un revenu garanti par la villa de Bellosguardo près de Florence.
En 1502, une plainte anonyme l'accuse de sodomie. Dans le registre des Officiers de Nuit, le 16 novembre de cette année, il est rapporté que le peintre « garde un garçon ». Dans tous les cas, tant cet épisode que celui ayant eu lieu douze ans plus tôt, sont résolus apparemment sans dommage pour l'artiste.
Sa renommée est alors en plein déclin : l'environnement artistique, à Florence et ailleurs, est dominé par Leonard de Vinci, déjà bien établi, et la jeune étoile montante Michel-Ange. Après la Nativité mystique, Botticelli semble rester inactif. En 1502, il a écrit une lettre à Isabelle d'Este proposant, sans engagement, de travailler sur la décoration de son studiolo.
Bien qu'il soit âgé et  qu'il ait pris de la distance, son opinion artistique est encore prise en considération : en 1504, il fait partie des membres de la commission chargée de choisir le lieu le plus approprié pour installer le David de Michel-Ange.
Le peintre, désormais âgé et presque inactif, passe les dernières années de sa vie isolé et dans la pauvreté. Il meurt le 17 mai 1510 dans la maison de la Via della Porcellenna où il a travaillé toute sa vie. Il est enterré dans la tombe familiale de l'église Ognissanti à Florence.
Son seul véritable héritier est Filippino Lippi, qui partage avec lui l'anxiété présente dans sa dernière production.

## Style
Le style de Botticelli connait plusieurs évolutions au fil du temps, mais conserve certains traits fondamentaux qui le rendent encore reconnaissable aujourd'hui, même pour le vaste public. Les apports fondamentaux de sa formation artistique sont essentiellement ceux de Filippo Lippi, Andrea del Verrocchio et Antonio del Pollaiolo.
De Lippi, son premier véritable maître, il apprend à peindre des visages élégants et une beauté idéale raréfiée, le goût pour la prédominance du dessin et du contour, des formes lâches, des couleurs délicatement assorties, la chaleur domestique des figures sacrées. De Pollaiolo, il a acquiert un dessin à la ligne dynamique et énergique, la capacité de construire des formes expressives et vivantes grâce à la force du contour et du mouvement. De Verrocchio, il apprend à peindre des formes solennelles et monumentales, fusionnées avec l'atmosphère grâce aux beaux effets de lumière, et dotées d'effets de matière dans le rendu des différents matériaux.
De la synthèse de ces enseignements, Botticelli puise l'expression originale et autonome de son propre style, caractérisé par la physionomie particulière des personnages, à la beauté intemporelle subtilement voilée de mélancolie, par un grand intérêt réservé à la figure humaine par rapport aux arrière-plans et à l'environnement, et à la linéarité qui modifie parfois les formes selon le sentiment recherché (« expressionnisme »), ce dernier point étant remarquable surtout dans la phase tardive de son activité.
De temps en temps, selon les sujets et la période, des composantes linéaires ou coloristes, ou enfin expressionnistes, prévalent.
Dans sa dernière production, le dilemme s'est posé dans le contraste entre le monde de la culture humaniste, avec ses composantes courtoises et paganisées, et celui de la rigueur ascétique et réformatrice de Savonarole, qui conduit l'artiste à repenser et à une crise mystique qui se lit même dans ses œuvres. Les sujets deviennent de plus en plus introspectifs, presque exclusivement religieux ; les scènes sont plus irréelles, avec la renaissance consciente d'archaïsmes tels que le fond d'or ou une perspective signifiante. Dans cette crise, cependant, il y a aussi le germe de la rupture de l'idéal de la rationalité géométrique du début de la Renaissance au profit d'une disposition plus libre des sujets dans l'espace qui prélude à la sensibilité du XVIe siècle.

## Dessins

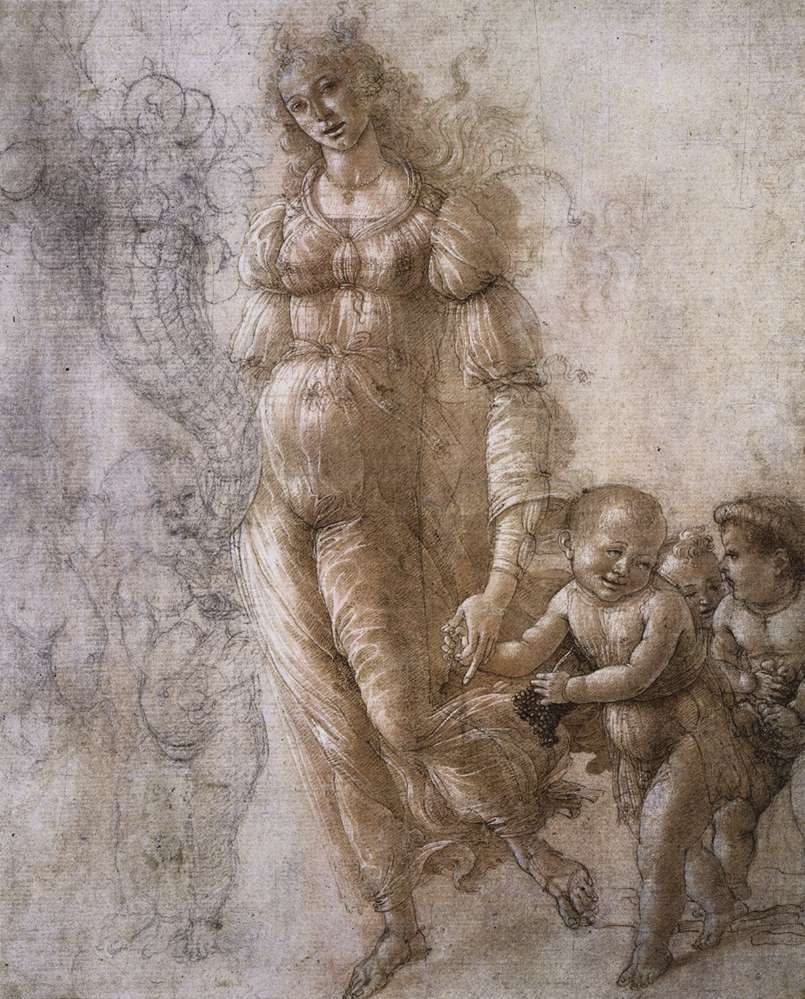
Botticelli, Allegoria dell'abbondanza.

Botticelli laisse également une production remarquable de dessins. Il s'agit souvent d'œuvres préparatoires à la peinture, mais certains constituent des œuvres indépendantes. Les plus célèbres sont les dessins de la Divine Comédie, réalisés sur parchemin entre 1490 et 1496 pour Lorenzo di Pierfrancesco de Médicis, et aujourd'hui dispersés entre la Bibliothèque apostolique vaticane  et la Kupferstichkabinett à Berlin. Dans ces dessins, la linéarité est accentuée et le goût archaïsant, avec des personnages qui se déplacent très peu dans leur environnement.
Les cartons de diverses marqueteries sont également attribués à Botticelli, comme celles des portes de la Sala dei Gigli au Palazzo Vecchio (1478) ou certaines pour le studiolo de Federico da Montefeltro (1476) . Les Offices conservent la Lunette avec trois anges volants, et le croquis à la plume de l'Allegoria dell'Abbondanza se trouve au British Museum.

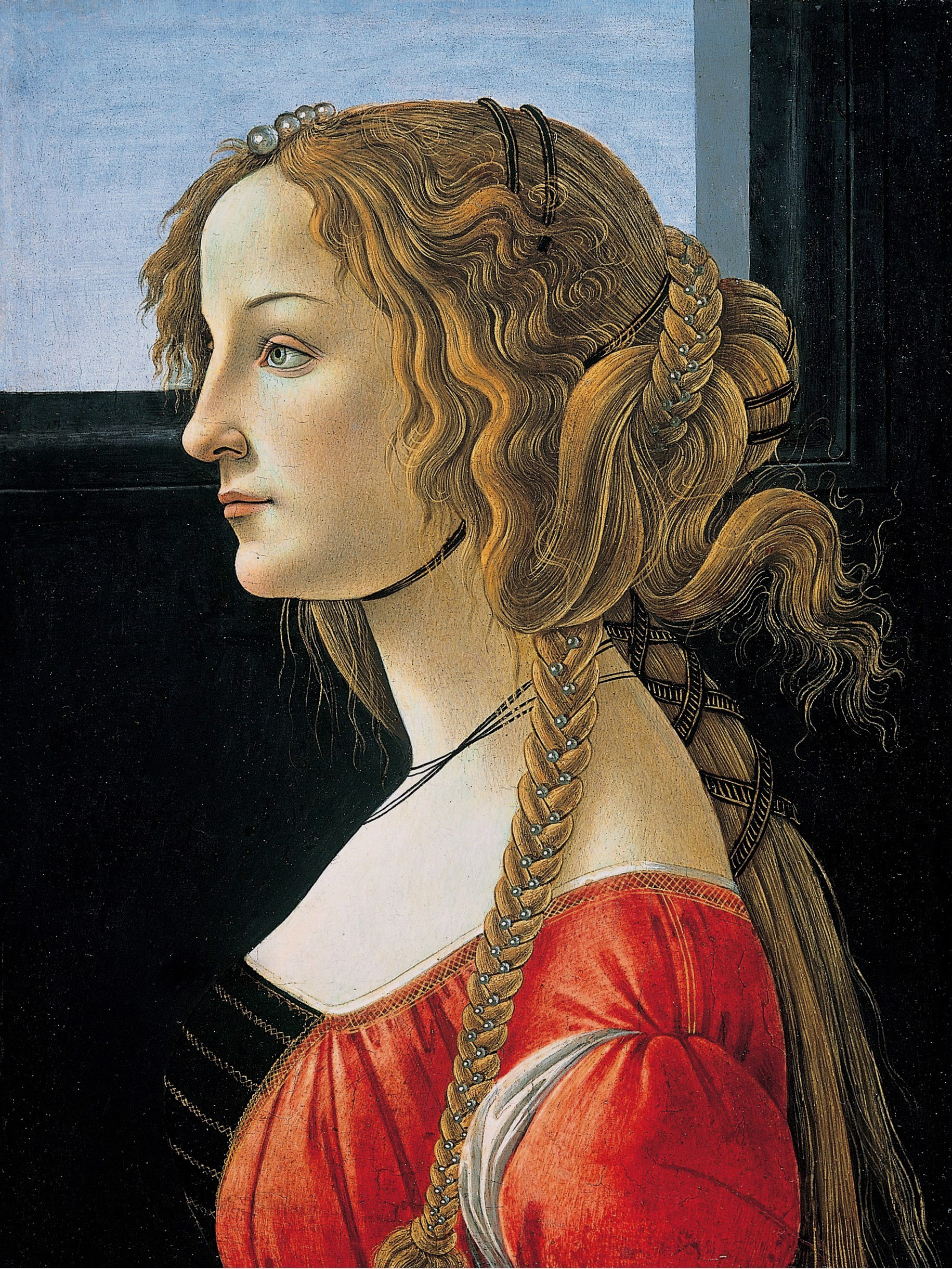
Portrait de Simonetta Vespucci (v. 1476-1480).
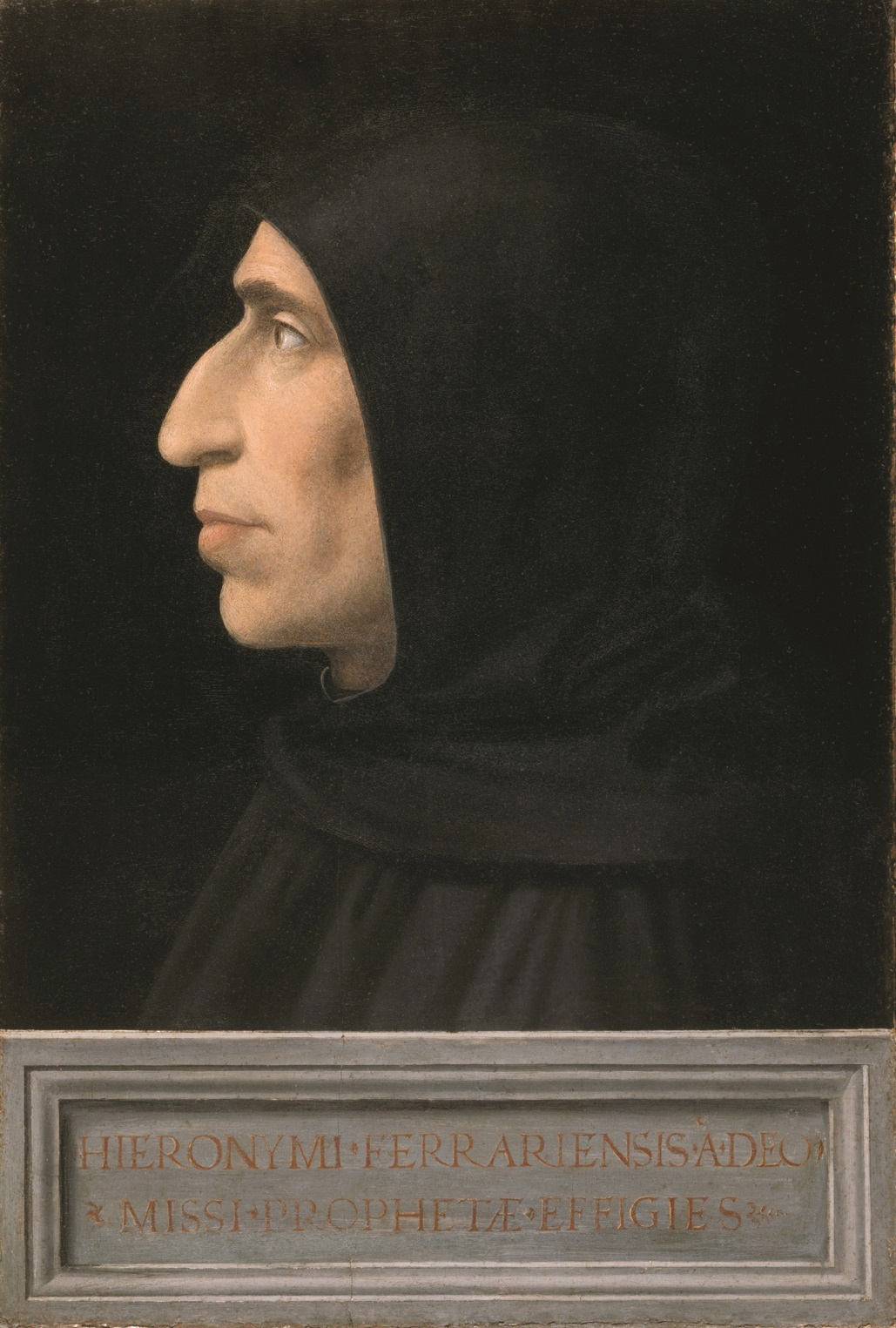
Jérôme Savonarole, qui influenca Botticelli, par Fra Bartolomeo, 1498.
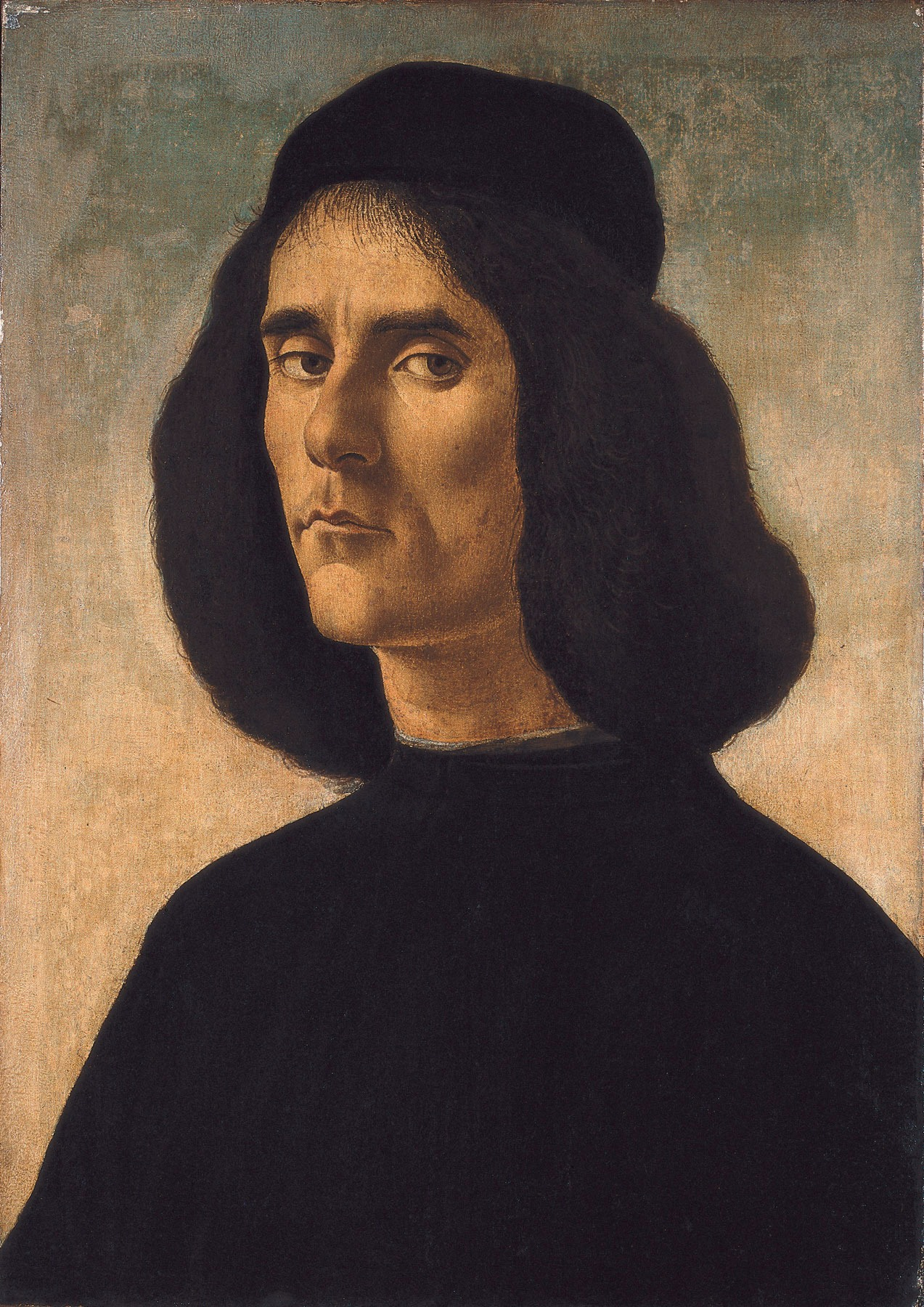
Portrait de Michel Marulle, peint par Botticelli.

## Œuvres
Le premier nu peint par Botticelli est masculin. Il s'agit du corps nu du général assyrien Holopherne décapité : La Découverte du cadavre d'Holopherne. Ce tableau, où Holopherne est retrouvé par ses aides de camp, est le deuxième panneau d'un diptyque dont le panneau gauche montre le retour de Judith suivie de sa servante portant la tête du général dans un panier. Le second nu du même peintre, masculin également, est un Saint Sébastien (Botticelli) percé de flèches, montré en pied lié à une colonne, et auquel, pour la première fois, Botticelli fait observer une double arabesque. Dans ces deux œuvres, le sexe du personnage est dissimulé sous des voiles opportuns. Dans La Naissance de Vénus, panneau peint une dizaine d'années plus tard, la déesse est représentée nue de face, en pied, grandeur nature.
Commandé par Lorenzo di Pierfrancesco, parent de Laurent de Médicis, comme pendant du Printemps (dont le Magnifique, son tuteur, lui avait fait cadeau), ce tableau était destiné à décorer sa villa de Castello, proche de Florence. Seuls pouvaient l'admirer les amis de son propriétaire, des néoplatoniciens amateurs de mythologie gréco-romaine et souvent collectionneurs de statues antiques, que la nudité ne pouvait choquer.
Botticelli représente dans cette œuvre une Vénus pudique, dont l'attitude est vraisemblablement inspirée par un bas-relief romain. Il montre la déesse sous les traits de Simonetta Vespucci, en dépit du fait que cette jeune femme était morte depuis au moins huit ans quand il a peint d'elle ce portrait idéalisé. Déesse de la beauté et de l'amour, la Vénus nue de Botticelli est au contraire très chaste, se couvrant d'une main la poitrine, dissimulant de l'autre son pubis derrière une mèche de sa longue chevelure flottant au vent. En outre, le peintre a estompé la pointe des seins et le nombril de Vénus, et il lui a donné un regard rêveur qui supprime toute équivoque dans l'esprit du spectateur. Loin d'avoir voulu peindre une Venus Erotica, Botticelli a représenté la Venus Humanitas des platoniciens, pour lesquels la contemplation de la beauté donnait aux hommes une image de la perfection divine. Une copie du personnage central de la Naissance de Vénus a été réalisée se découpant sur un fond brun par l'atelier de Botticelli, modèle dont devait s'inspirer ultérieurement Lorenzo di Credi pour peindre sa propre Vénus.
Botticelli a peint un dernier nu féminin environ vingt ans plus tard, la Vérité de sa La Calomnie d'Apelle (Botticelli), pour laquelle il a repris la silhouette de Simonetta Vespucci telle qu'il l'avait représentée dans sa Naissance de Vénus, le corps observant la même double arabesque, une main levée pour indiquer le ciel, l'autre dissimulant pudiquement son sexe.
La peinture de Botticelli multiplie les mystères. Une culture prestigieuse et une attitude souvent hermétique y jouent un rôle décisif, dont Marsile Ficin est la figure la plus représentative. Le plaisir de cet art est complexe et complet : la beauté proprement plastique est celle d'une image codée qui pose l'intimité profonde de la Forme et de l'Intelligible.

### Allégories
Botticelli est connu pour ses allégories. Son étude de l'Antiquité gréco-romaine fait partie de ses humanités. Peintre intellectuel dont le public est composé des courtisans d'un haut niveau de culture, autant que richissimes, il peint de nombreux tableaux sur le mode de la référence à la mythographie hellénique pour en tirer des allusions destinées aux amateurs. La Calomnie d'Apelle constitue un emblème de ce type de travaux.
Son thème général est la représentation de la femme, sur laquelle il porte un regard nouveau tout en la magnifiant.

### Thèmes religieux
Dans ses thèmes religieux, se détachent celui de ses sept œuvres sur le thème de l'Annonciation et celui de la Vierge à l'Enfant.

### Peintures
- 1467, La Vierge à l'Enfant avec un ange dite des Innocent
- 1467 (vers), La Vierge et l’Enfant, huile sur bois, 72 x 51 cm, musée du Petit Palais (Avignon)
- 1468, La Vierge à l'Enfant avec un ange
- 1470, La Madone de l'Eucharistie
- 1470, La Force
- 1470, La Vierge à la roseraie
- 1470-1475, La Vierge et l'Enfant avec le jeune saint Jean-Baptiste
- 1472, Le Retour de Judith à Béthulie
- 1472, L'Adoration des mages
- 1472, La Découverte du cadavre d'Holopherne
- 1473, Saint Sébastien
- 1473, Portrait d'homme avec la médaille de Cosme de Médicis
- 1475, L'Adoration des mages de 1475
- 1475, Sainte Catherine d'Alexandrie, en portrait de Catherine Sforza, conservé au Lindenau-Museum d'Altenbourg (Allemagne)
- 1475-1480, François d'Assise avec des anges, National Gallery, Londres
- 1477-1478, Le Printemps, détrempe sur bois, 203 × 314 cm, musée des Offices, Florence
- 1478-1480, Portrait de Julien de Médicis, National Gallery of Art
- 1480, Portrait d'une jeune femme
- 1480, Saint Augustin dans son cabinet de travail, église Ognissanti, Florence.
- 1481-1485, La Madone du Magnificat, tondo, détrempe sur bois, diamètre 115 cm, musée des Offices, Florence
- 1481, L'Annonciation de San Martino alla Scala
- 1482, Scène de la vie de Moïse
- 1482, Le Châtiment de Coré
- 1482, La Tentation du Christ
- 1482, Pallas et le Centaure
- 1483, Vénus et Mars, détrempe sur bois, 69 × 174 cm, National Gallery, Londres
- 1483, Série de L'Histoire de Nastagio degli Onesti :
  - Premier épisode : Nastagio rencontre une dame et le cavalier dans le bois de Ravenne, musée du Prado, Madrid
  - Deuxième épisode : Assassinat de la dame, musée du Prado, Madrid
  - Troisième épisode : Le Banquet dans le bois, musée du Prado, Madrid
  - Quatrième épisode : Le Banquet dans le bois, palais Pucci, Florence
- 1485, La Naissance de Vénus, tempera faible sur toile, 172,5 × 278,5 cm, musée des Offices, Florence
- 1487, La Vierge à la grenade
- 1487, Retable de San Barnaba, musée des Offices, Florence
- 1489, L'Annonciation du Cestello
- 1493, L'Annonciation de l'église San Barnaba de Florence
- après 1490, Lamentation sur le Christ mort, détrempe sur bois, 140 × 207 cm, Alte Pinakothek, Munich
- 1490, Vierge à l'Enfant avec saint Jean Baptiste, c. 1490, tempera, huile et or sur bois', diam. 88.6 cm[27], Clark Art Institute
- 1490-1500, Croce sagomata e dipinta (Crucifix chantourné et peint[28]), musée civique de Prato
- 1495, Portrait de Dante
- 1495, L'Abandonnée
- 1495, La Calomnie d'Apelle
- 1498-1505, Saint Jérôme, Musée de l'Ermitage
- 1501, La Nativité mystique
- L'Automne, Musée Condé, Chantilly

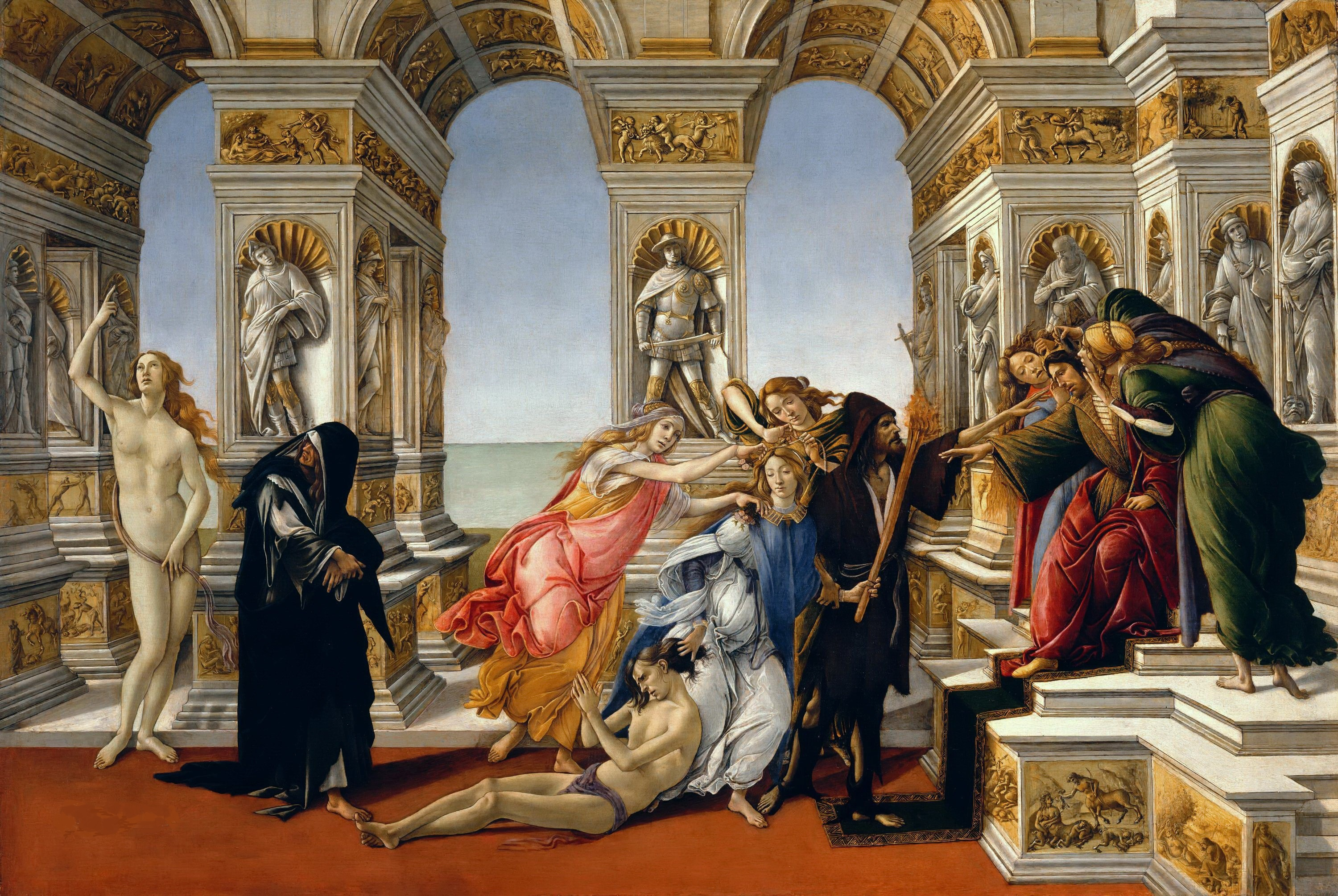
La Calomnie d'Apelle (1495)
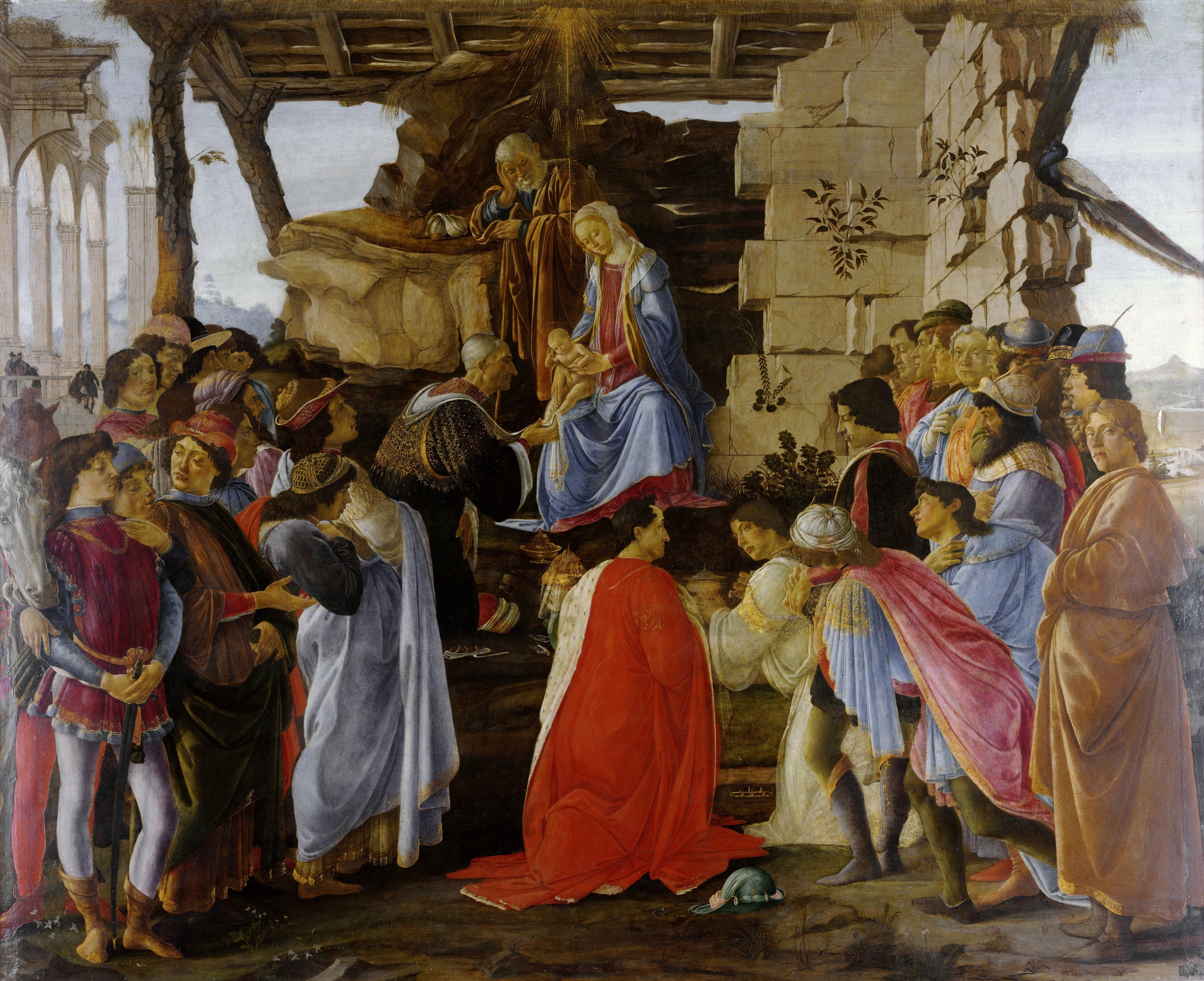
L'Adoration des mages (1475)
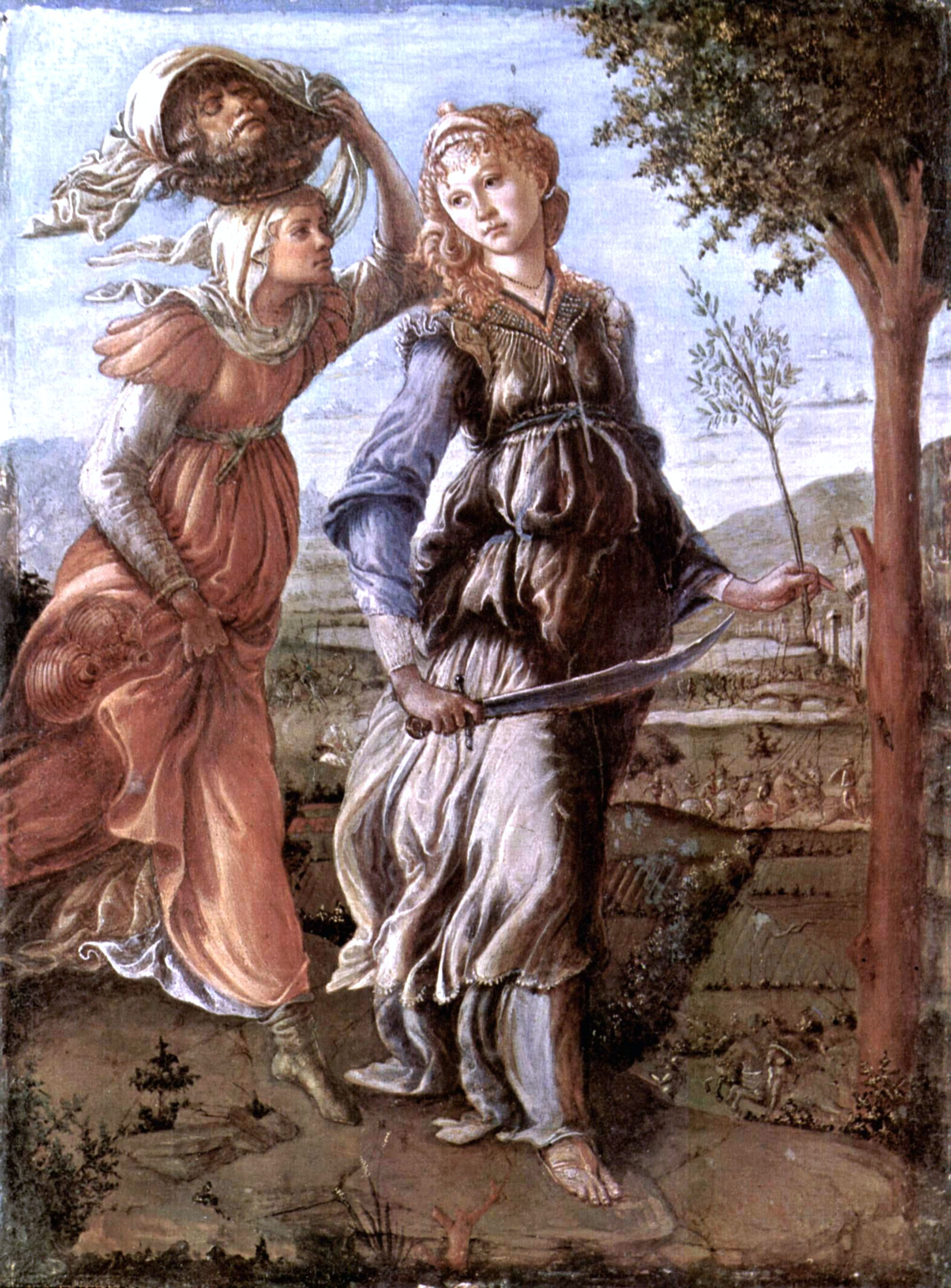
Le Retour de Judith à Béthulie, reprise du thème biblique et hébraïque.
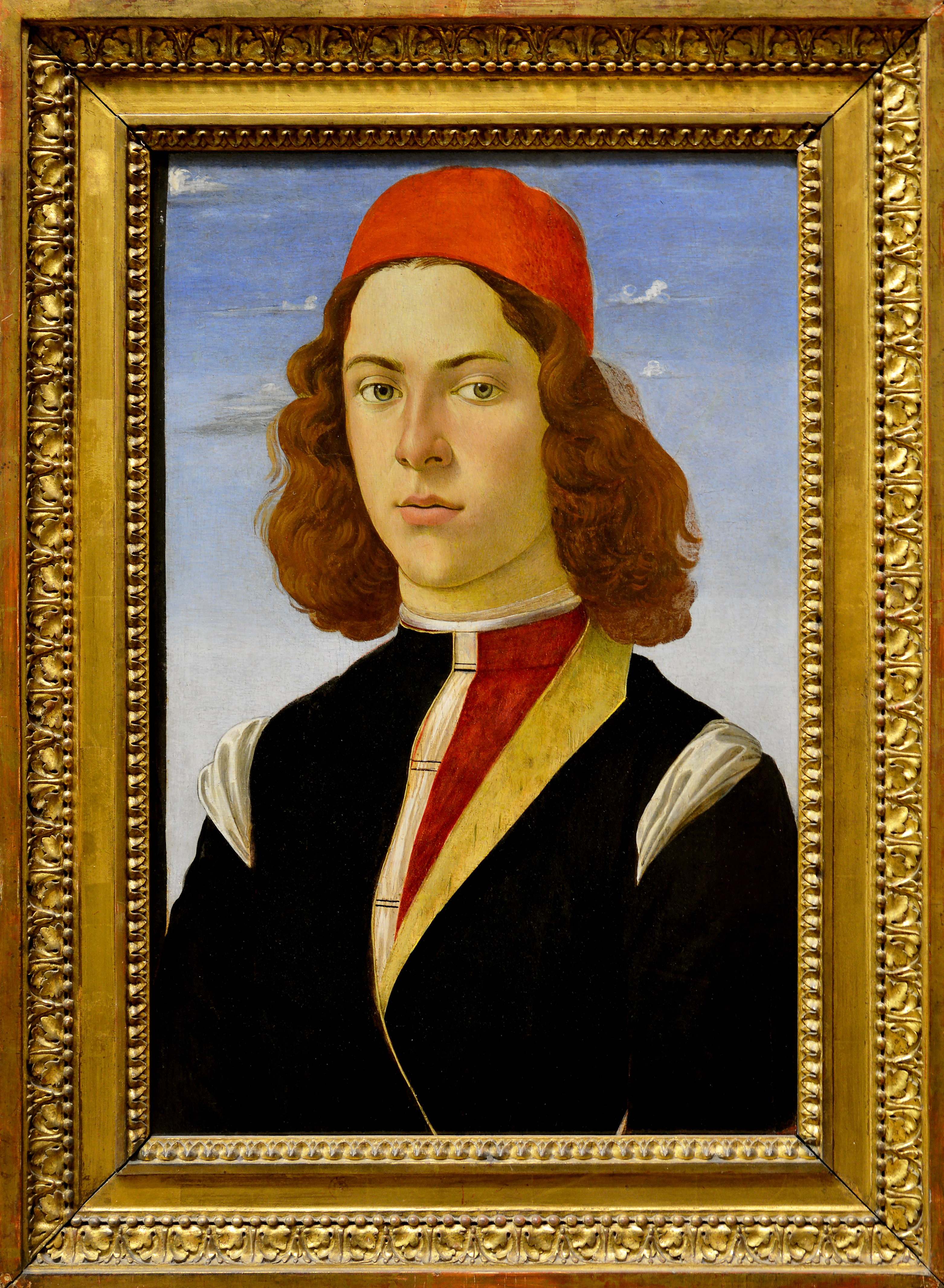
Portrait d'un jeune homme, réalisé sans doute par Botticelli, en tous cas dans son atelier ; vers 1480-85 ; musée du Louvre.

### Fresques

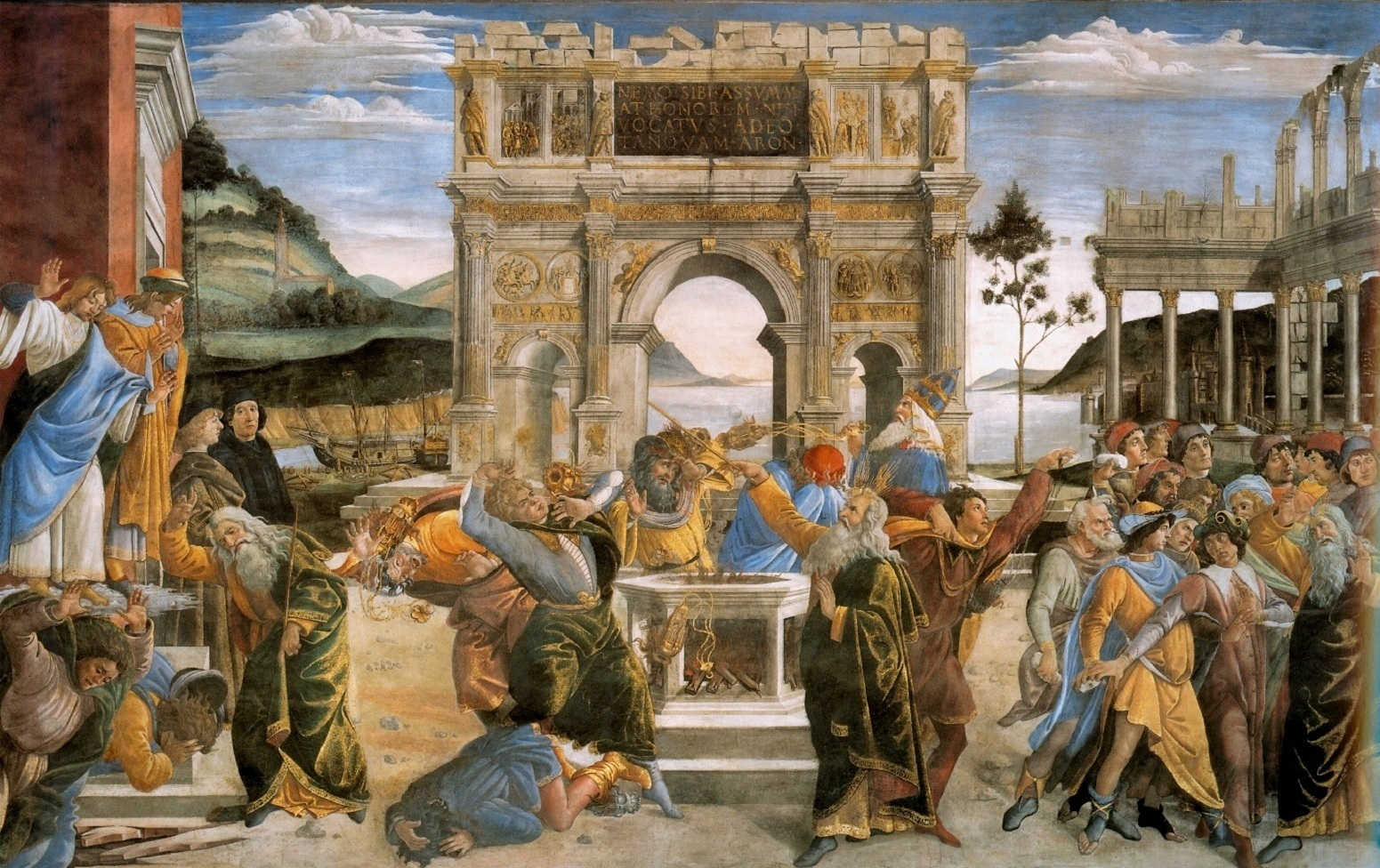
Le Châtiment de Coré, fresque murale de la Chapelle Sixtine (avant restauration).

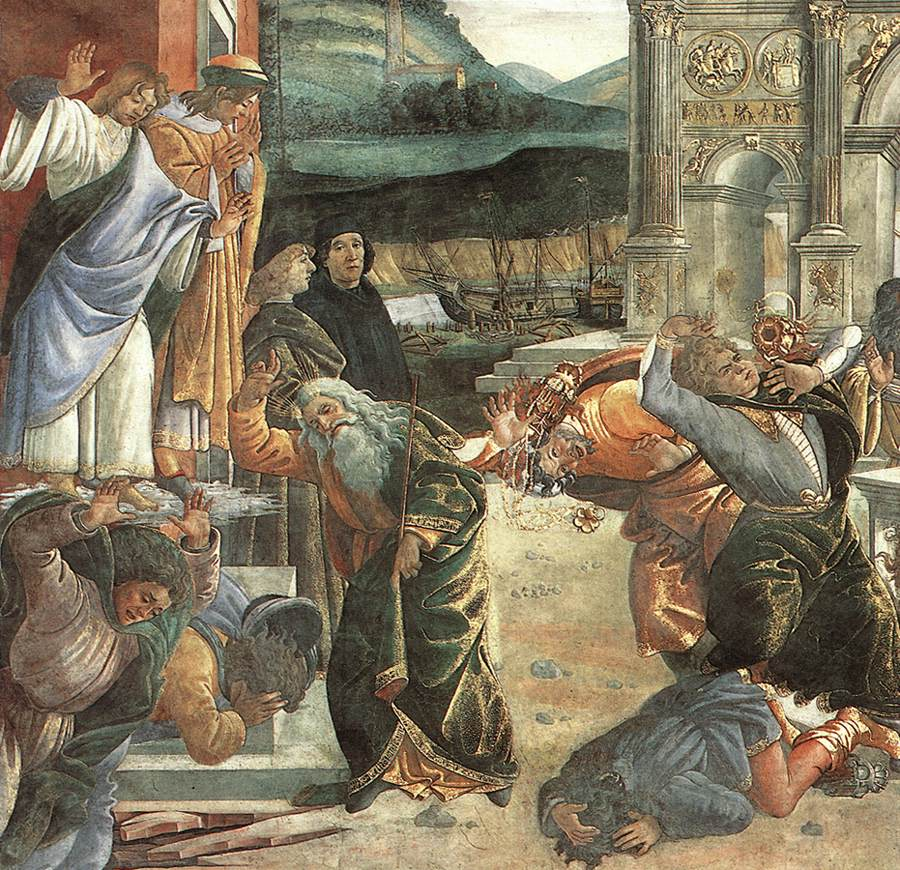
Le Châtiment de Coré, détail (scène de gauche).

#### Chapelle Sixtine
Botticelli est appelé à Rome en 1481 par le pape Sixte IV pour exécuter trois fresques qui ornent les murs de la chapelle : le Châtiment de Coré, de Datan et Abiram (ou Punition des Rebelles), Les Épreuves de Moïse et La Tentation de Jésus
- Le Châtiment de Coré, de Datan et Abiram, ou Soulèvement contre la loi de Moïse ou encore La Punition des rebelles, dernière fresque peinte par Botticelli à Rome : La fresque comprend trois scènes où Moïse apparaît représenté en vieillard à longue barbe blanche revêtu d’un manteau vert-olive recouvrant une tunique jaune :
  - à droite, les juifs se révoltent contre Moïse et menacent de le lapider, mais Josué se place devant lui pour le protéger ; les deux personnages représentés derrière Moïse sont le cardinal Alexandre Farnèse, futur pape Paul III, et Giulio Pomponio Leto.
  - au centre, les fils d’Aaron, et des Lévites qui ont pratiqué un encensement interdit s’effondrent, face au grand-prêtre Aaron, portant la tiare et une tunique bleues.
  - à gauche, les meneurs subissent la punition divine : la terre s'entrouvre sous leurs pieds ; au-dessus, les deux fils innocents de Coré sont épargnés et portés par un nuage ; en arrière-plan, l’homme en noir est un autoportrait de Botticelli.

#### Autres fresques
- Villa Tornabuoni Lemmi di Careggi : La fresque Vénus et les Grâces offrant des présents à une jeune fille ; celle-ci serait Matteo di Andrea Albizzi, qui a épousé Niccolo Tornabuoni en 1484. La seconde fresque, également sauvée sur les trois, représente Lorenzo reçu par le cortège des Arts Libéraux (conservées aujourd'hui au musée du Louvre).

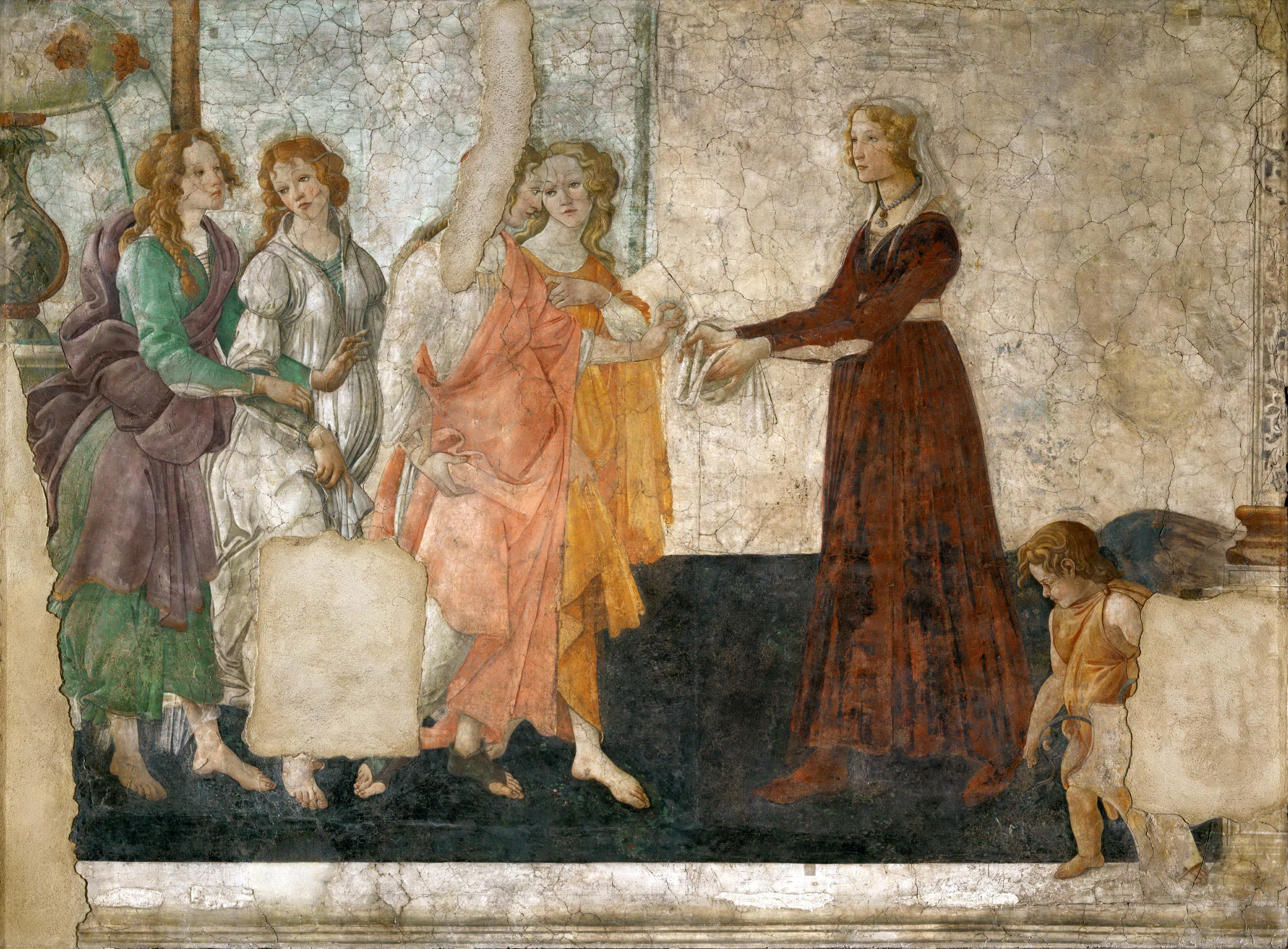
Vénus et les Grâces offrant des présents à une jeune fille, fresque de la villa Lemmi, à Florence, Musée du Louvre.
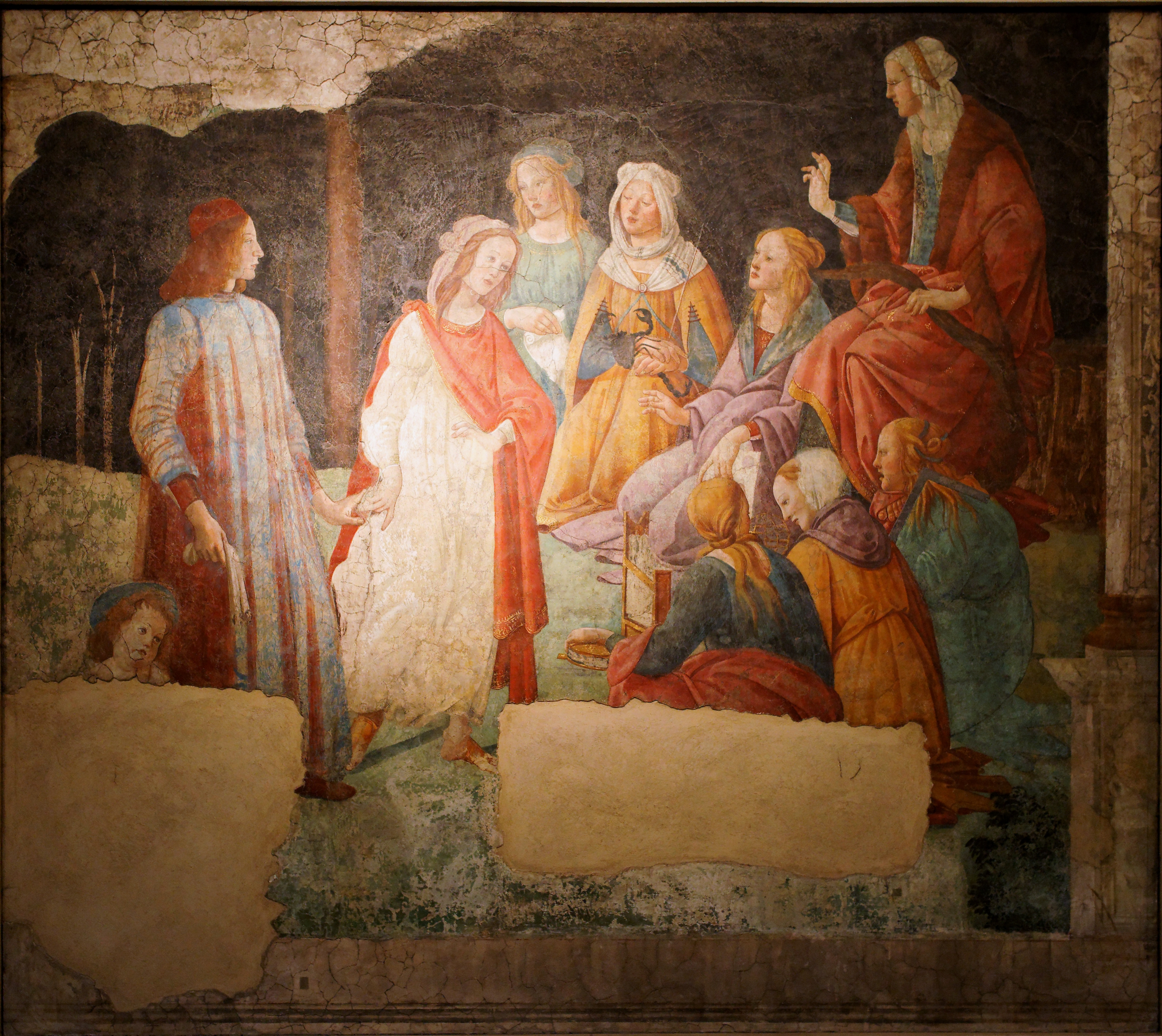
Le Jeune Homme et les Arts, Musée du Louvre.
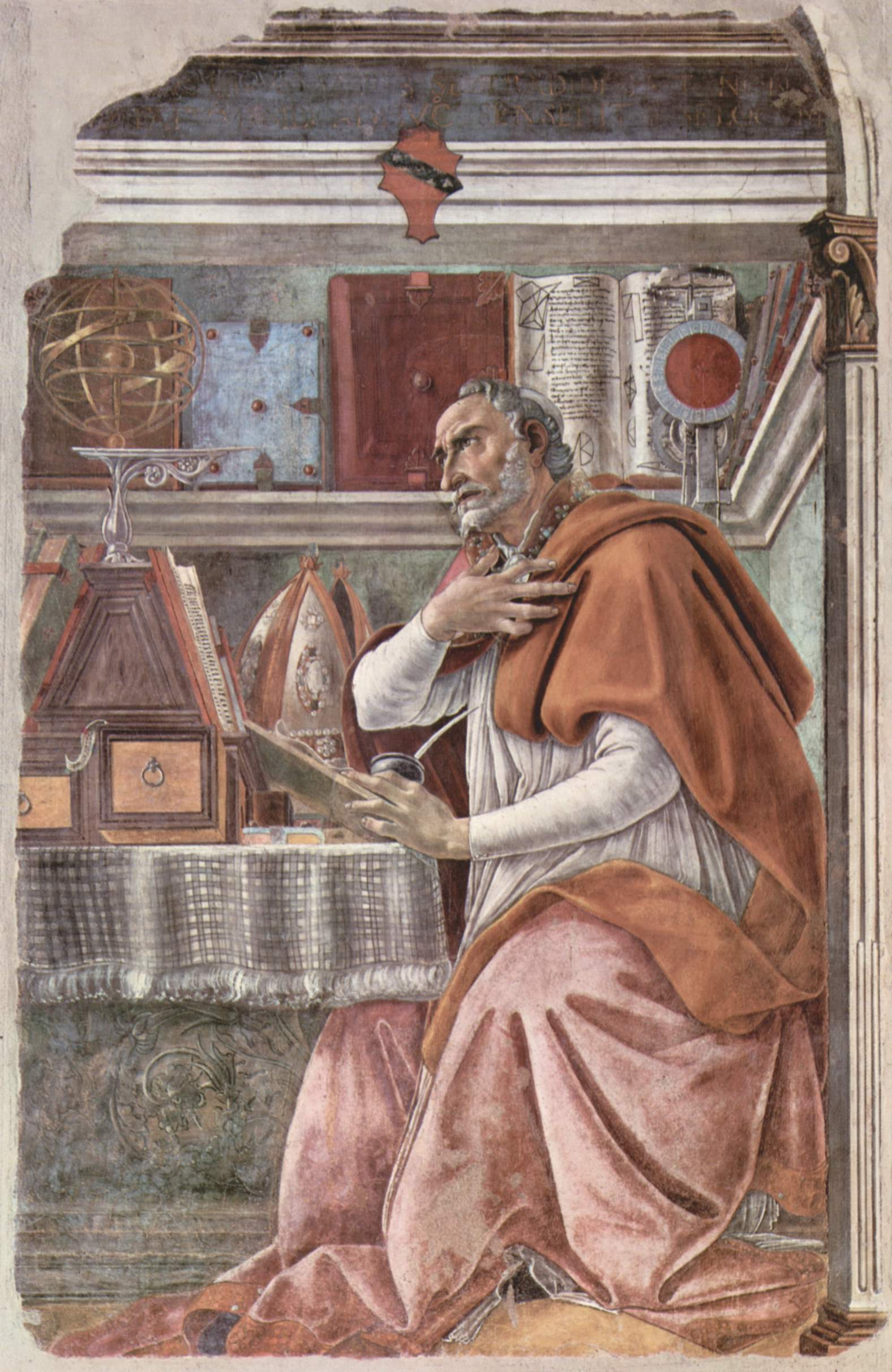
Fresque de Saint Augustin pour la famille Vespucci en 1480.

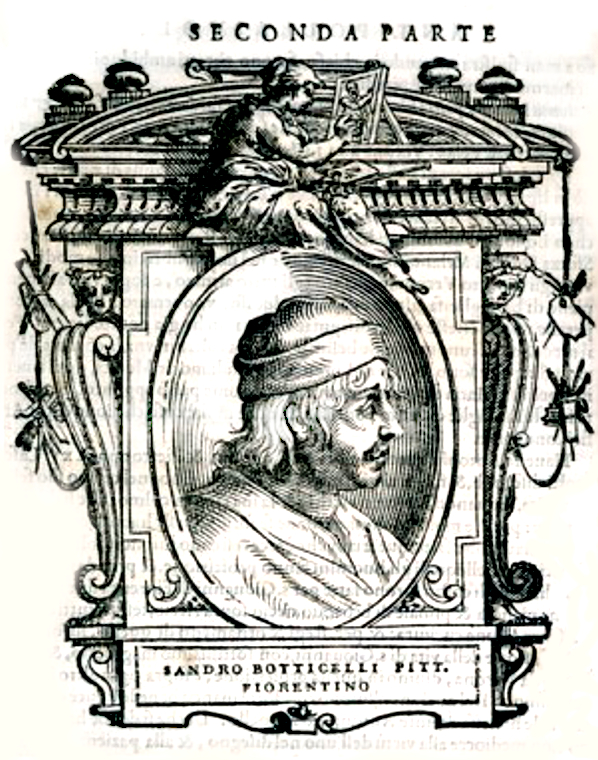
Frontispice des Vies de Vasari.

### Enluminure
Illustration (par 92 dessins de 47 cm × 32 cm) d'un manuscrit de la Divine Comédie de Dante commandé par Lorenzo di Pierfrancesco de Médicis, un des cousins de Laurent de Médicis (pointe de métal sur parchemin, repris à l'encre et mis partiellement en couleurs). Une partie de ces illustrations a appartenu à la reine Christine de Suède et se trouve actuellement au Vatican, l'autre partie est parvenue au Cabinet Royal des Dessins et Estampes de Berlin.

## Honneurs
Le cratère Botticelli, à la surface de Mercure, a été nommé d'après Sandro Botticelli. L'astéroïde (29361) Botticelli porte également son nom.
Le long métrage Botticelli, il suo tempo, i suoi amici artisti de Guido Arata (1993) lui est dédié.
L'artiste apparaît également dans la deuxième saison de la série télévisée Les Médicis, dans laquelle il est joué par Sebastian de Souza.
Lors d'une vente aux enchères chez Sotheby's à New York le 28 janvier 2021, le tableau Jeune homme tenant un médaillon s'est vendu 92,2 millions de dollars. Botticelli est ainsi devenu le deuxième maître ancien le plus cher derrière Léonard de Vinci et l'œuvre devient le portrait le plus cher au monde.

#### Bases de données et dictionnaires
- Ressources relatives aux beaux-arts :   - AGORHA
  - Art UK
  - Artists of the World Online
  - Bénézit
  - Bridgeman Art Library
  - British Museum
  - Collection de peintures de l'État de Bavière
  - Grove Art Online
  - Musée d'art Nelson-Atkins
  - Musée des beaux-arts du Canada
  - Musée du Prado
  - Musée national du Victoria
  - Musée Städel
  - Museum of Modern Art
  - MutualArt
  - National Gallery of Art
  - Nationalmuseum
  - RKDartists
  - Royal Academy of Arts
  - Sandrart.net
  - Smithsonian American Art Museum
  - Te Papa Tongarewa
  - Union List of Artist Names
- Ressources relatives à la musique :   - Discogs
  - MusicBrainz
- Ressource relative à la littérature :   - Internet Speculative Fiction Database
- Ressource relative à la bande dessinée :   - Comic Vine
- Ressource relative à l'audiovisuel :   - Allociné
- Notices dans des dictionnaires ou encyclopédies généralistes :   - Britannica
  - Brockhaus
  - Den Store Danske Encyklopædi
  - Deutsche Biographie
  - Dizionario biografico degli italiani
  - E-archiv.li
  - Enciclopedia italiana
  - Enciclopedia De Agostini
  - Gran Enciclopèdia Catalana
  - Hrvatska Enciklopedija
  - Internetowa encyklopedia PWN
  - Larousse
  - Nationalencyklopedin
  - Proleksis enciklopedija
  - Store norske leksikon
  - Treccani
  - Universalis
- Notices d'autorité :   - VIAF
  - ISNI
  - BnF (données)
  - IdRef
  - LCCN
  - GND
  - Italie
  - Japon
  - CiNii
  - Espagne
  - Belgique
  - Pays-Bas
  - Pologne
  - Israël
  - NUKAT
  - Catalogne
  - Suède
  - Vatican